# Квасилів
Квасилів — селище в Україні, у Рівненській громаді Рівненського району Рівненської області. Населення становить 9344 мешканців (2022). Залізнична станція на лінії Рівне — Здолбунів. Засноване в 1445 році. Статус селища із 1978 року. День селища відзначається 29 червня.

## Назва
Назва «Квасилів» походить від прізвища — Квасило. У нього кінцеве «ило», приєднане до кореневого «Квас» мало значення чогось негативного. А прізвище Квас (Іван Квас із Луцька) засвідчене з 1488 року. Не зрозуміло лише, чому когось прозвали Квасилом. Можливо за те, що мав «кислу» подобу, або «квасив губи», проявляючи невдоволення.

## Легенда
Якось навесні, коли Устя розкинула свої води на десять миль, три околишні малоземельні з півдня подалися шукати нові «займи» для нової оселі. У надвечір'я після довгих пошуків наглянули місцину, яка всім прийшла до вподоби. І тут, біля джерельця, почали підбирати «зайшлі» назву. У той час один з них черпнув джерельної води й каже: «О, то справжнє квасило! Таку гірку пробую уперше!». Пожурились вони та й зійшлися на тому, що назвали цю місцину — КВАСИЛО. Від цього і пішла назва — Квасилів.
Старожили бережуть у пам'яті немало цікавого з Історії поселення, його назв. Ось дещо з розповідей: від селища Здолбунів через Квасилів до Усті пробивалась річечка Рудка (нині ледь помітний струмок). Названа вона так за її рудий колір води. У південній околиці селища були урочища: Безодня (нині збудована школа), Трясовина (нині вулиця Молодіжна), Плав (великий надрічковий заливний луг), Кемпа (острівок на річці), Під литейко (місцевість на території ливарного заводу), Сліпа вулиця та інші.

## Історія
У записках Квасилів вперше згадується з 1445 року. Тоді воєвода Степан засвідчує зустріч краян серед яких був пан Ванко з Квасилова. 26 травня 1460 року «пан Ванко з Квасилова» — холмський каштелян — згадується в книгах Галицького суду. У 1470 році зроблено запис: «Се я Ванко Скердеевич син Джусин із Квасилова визнаваю, их я князю Семену Васильевичу дедечу Збаразкому продал есми весную отчизну и дедину свою на веки веков».
Там же згадується «Квасиловский став».
Особливо виразні координати Квасилова дає грамота 1478 року. У ній читаємо: «Я пан Ванко Чкусевич из Квасилова пан Холмский чиним значенито сим нашим листом хто на него посмотрит или чтучи его услышит кому я буду потребизн иж своим братаничом с паном Олехном Чжусою по нашей по доброй воли без каждого принуждения имели семо дел у нашей дедечной отчизне. Мне пану Ванку досталося на мою дельницю Квасилова Басов Кут».
У 1496 році Квасилів зруйнували татари, які робили набіги на Волинь. Але село швидко відбудувалося.
Акт 1541 року засвідчує у «Квасиловском имении» велику повінь, внаслідок якої були затоплені «нивы и пастбища Усти». Під чим же роком є опис пожежі лісу у «Квасиловского двора».
За Люблінською унією 1569 року Квасилів разом з іншими містами та селами до кінця 18 століття перебував під владою польських феодалів.
Протягом усієї історії від початку існування Квасилів був центром як політичного, так і громадського життя Волині. Адже у 1603 році «Квасилів є селом приналежним до Рівного», як власність князя Олександра Острозького.
Під час визвольної війни українського народу під проводом Хмельницького з весни до кінця 1648 року в околицях діяв повстанський загін. Після Переяславської ради Квасилів залишився під владою Польщі.
Взимку 1660 року московські війська розбили польсько-шляхетське військо А. Потоцького та звільнили село. Але за Андрусівським договором 1667 року село знову відійшло до Польщі.
Перший етап масового переселення чехів на територію України відбувся ще в першій половині 18 століття на заклик імператриці Катерини II, а саме у Крим. Другий етап колонізації розпочався на заклик царя Олександра II у 60-70 роках 19 ст., а саме на Волинь, куди входили Луцький, Рівненський та Житомирський повіти, а також у Таврійську губернію. Ті чехи, які купили собі землі та осіли на Волині, так і стали  називатися волинськими чехами.
Ініціатором заснування Квасилова був Йозеф Перни, який навесні 1869 року створив спілку з Антоніном Странским та Франтішком Райхлом, а потім  з допомогою Вацлава Земана, Шлісіка, Мартінка, Зіха, Коштяла, Олмра купили землі у князів польських братів Зігмунда та Карла Радзивілів за 20 000 рублів в сріблі. Величина землі з маєтком становила 1897 моргів. Фактично земля Квасилова була дуже болотяною, однак чехи її купили лише з тієї причини, що через Квасилів зі Здолбунова до Рівного планувалося будівництво залізничної дороги в напрямку Київ-Брест-Варшава. Таку інформацію отримали інші знайомі чехи і почали долучатися до спілки засновників Квасилова, який надалі став найбільшим, найстаршим, найвідомішим культурним та промисловим центром серед інших поселень на Волині. Тут збудували польсько-чеську  школу, де викладав відомий вчитель Владімир Томаш (похований на квасилівському чеському кладовищі). Збудовано православну церкву, яка від 1895 року і до наших днів здійснює богослужіння. 
У 1911 році було створено перше пожежно-спортивне товариство «Сокіл» та єдиний на Волині стадіон. Першим головою цього товариства був обраний Антоній Перний.
На початку 20 століття В Квасилові запрацювали пошта, бібліотека, книгарня, друкарня тижневика «Глас Волині». Перший номер якого вийшов 1 травня 1926 року. Це видання на початку мало 850 передплатників, редактором журналу був письменник Антоній Перний, а після його смерті - син Вацлав Перний. Інформацію брали з "Волинських губернських відомостей" та "Життя Волині", перекладаючи її з російської мови на чеську. Пізніше в цій друкарні вийшли книги "Хроніки Квасилова" та "Чехи на Волині".
Спорудження залізниці з Києва до Бреста розпочалося у 1871 році. Її напрямок ішов через Квасилів. Ця справа просувалася повільно. Лише у 1923 році тут була встановлена вивіска та побудована маленька залізнична станція, будівля якої і зараз стоїть на платформі Квасилів.
Квасилівські чехи проклали бруківку на новостворених вулицях селища (Головній, Шкільній, Фабричній, Соборній, Сліпій, На Туганє, Враштіловей, Тренчин та інших). Проведено електрифікацію селища. Тут запрацювали потужні  підприємства: ливарно-механічний завод  Ярослава та Владіміра Сваровських, пивзавод Йозефа Земана, ливарня Антоніна Пернего, водно-паровий млин, хмелефабрика та виробництво пасків та шпагату Антоніна Яндури, маєток якого і сама хмелефабрика знайома усім квасилівчанам і донині. Пам’ятник пана Яндури до цього часу стоїть на квасилівському чеському кладовищі, а родині власників пивзаводів на Волині на кладовищі нашого селища стоїть пам’ятний склеп. Тут ще працювали молочарня, пилорама, сушарні хмелю, оскільки вирощування хмелю було в пріоритеті чеської громади. Його вирощування стало сприяти зростанню і багатству Квасилова. У той час Квасилів був найбільшим селом з вирощування й обробки хмелю у цілій Росії. Коли у 1908 році створювалося Волинське хмелярське товариство, у Квасилові було понад 12 тисяч кіп (копа - 60 штук) жердин хмелю. А у 1929 році тут були збудовані найбільші на Волині сушарки для хмелю.

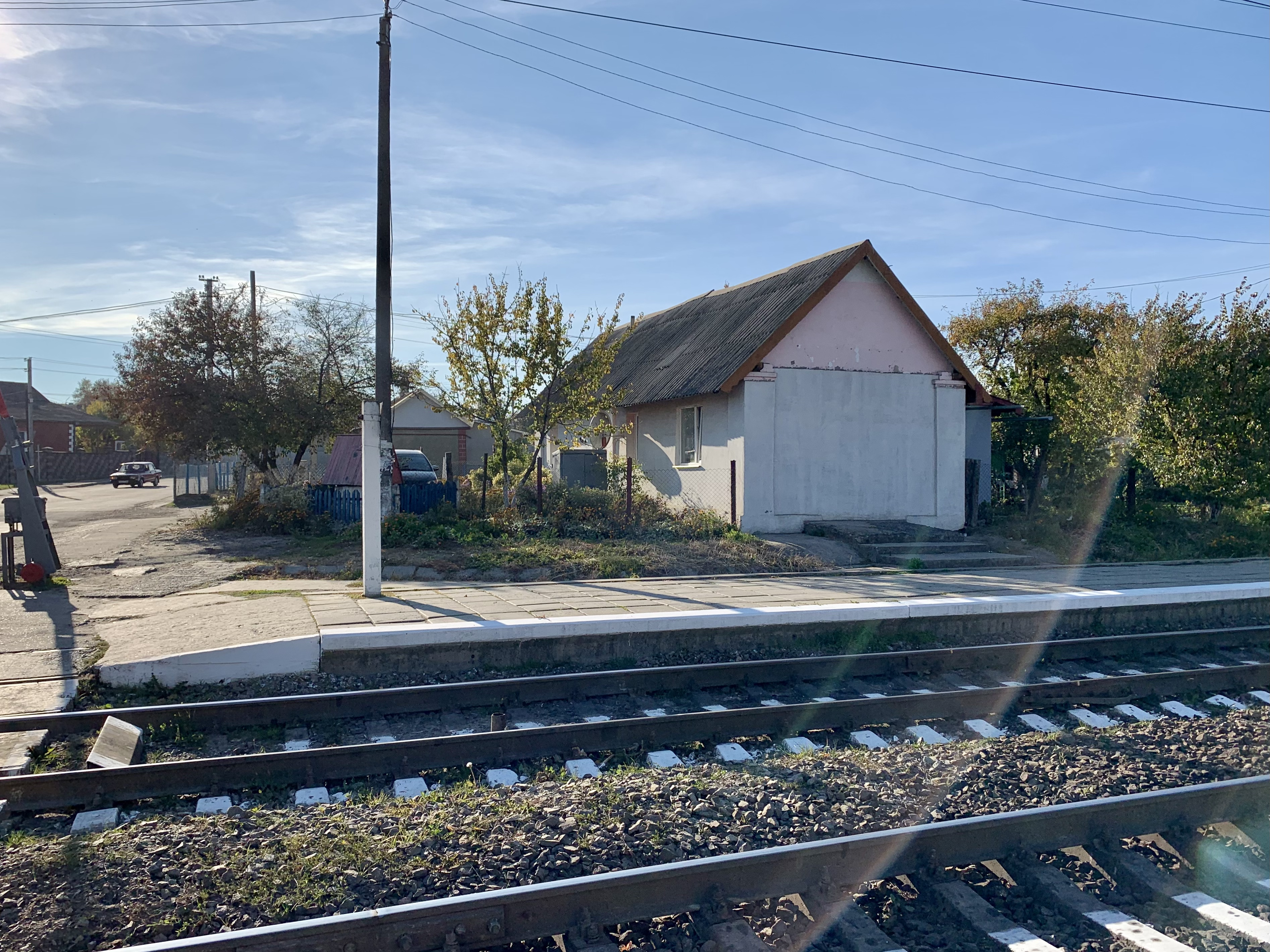
Залізнична станція у Квасилові 2021 р. (колишнє приміщення каси)
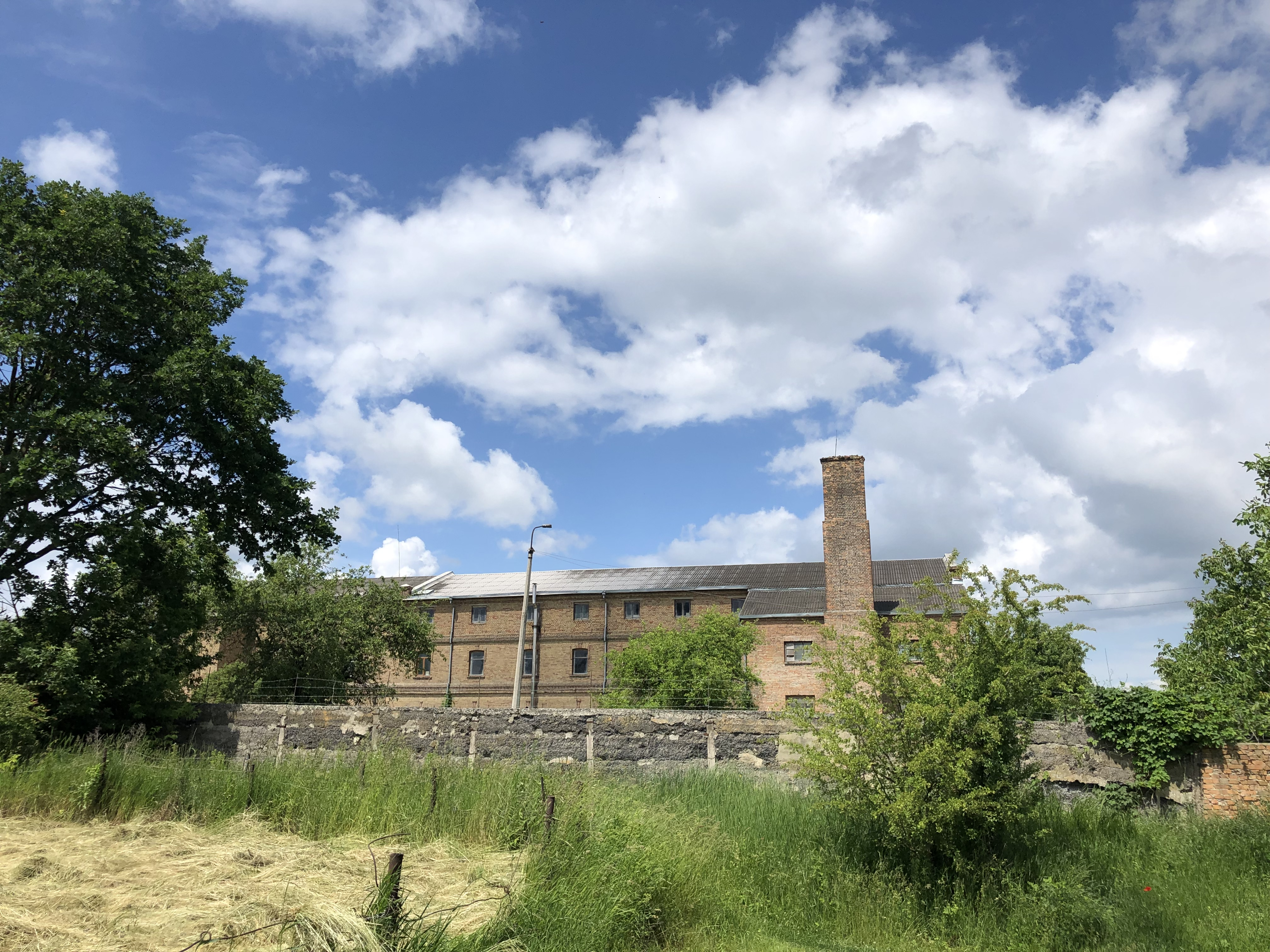
Приміщення колишньої хмелефабрики 2021 р.
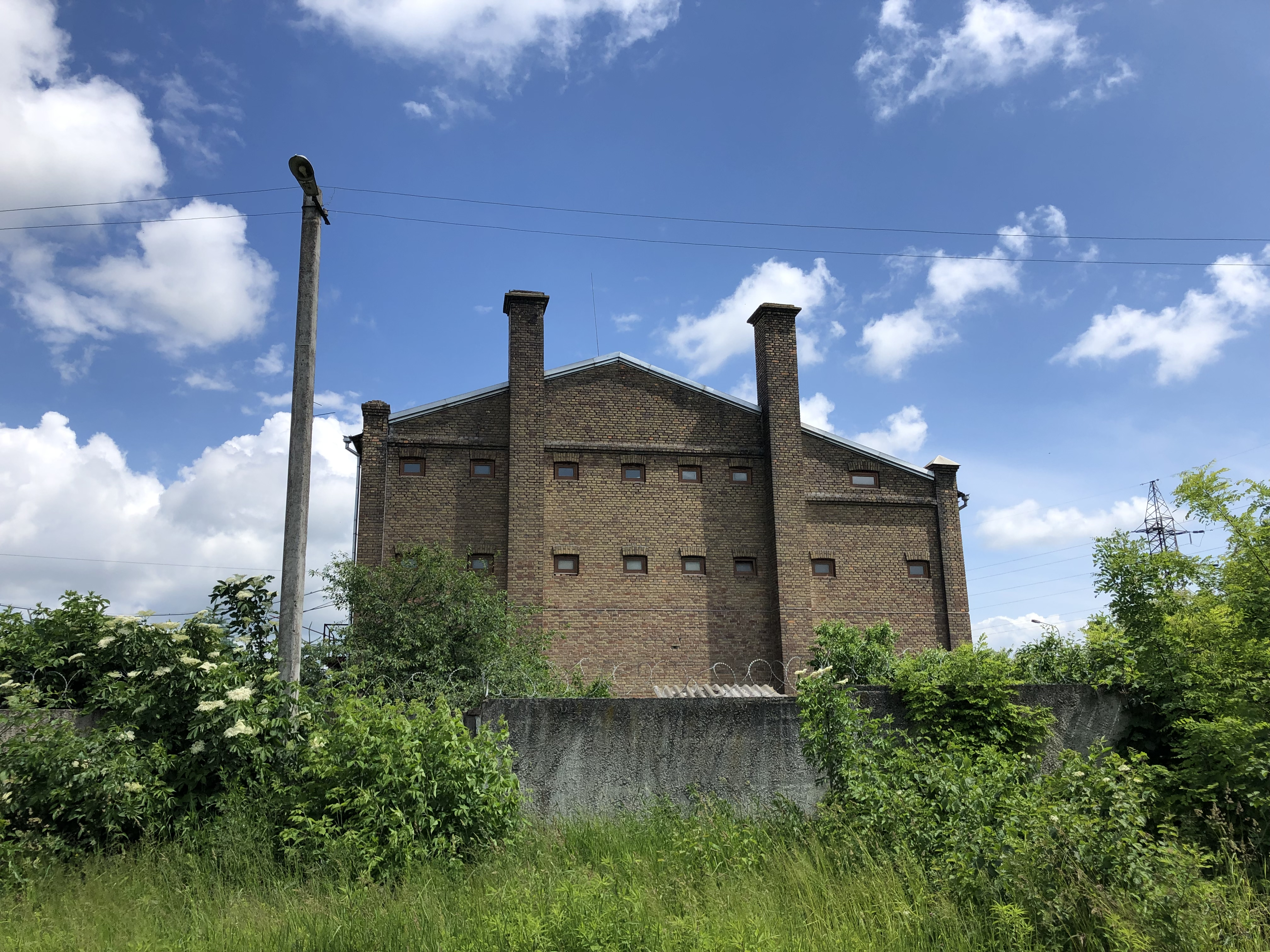
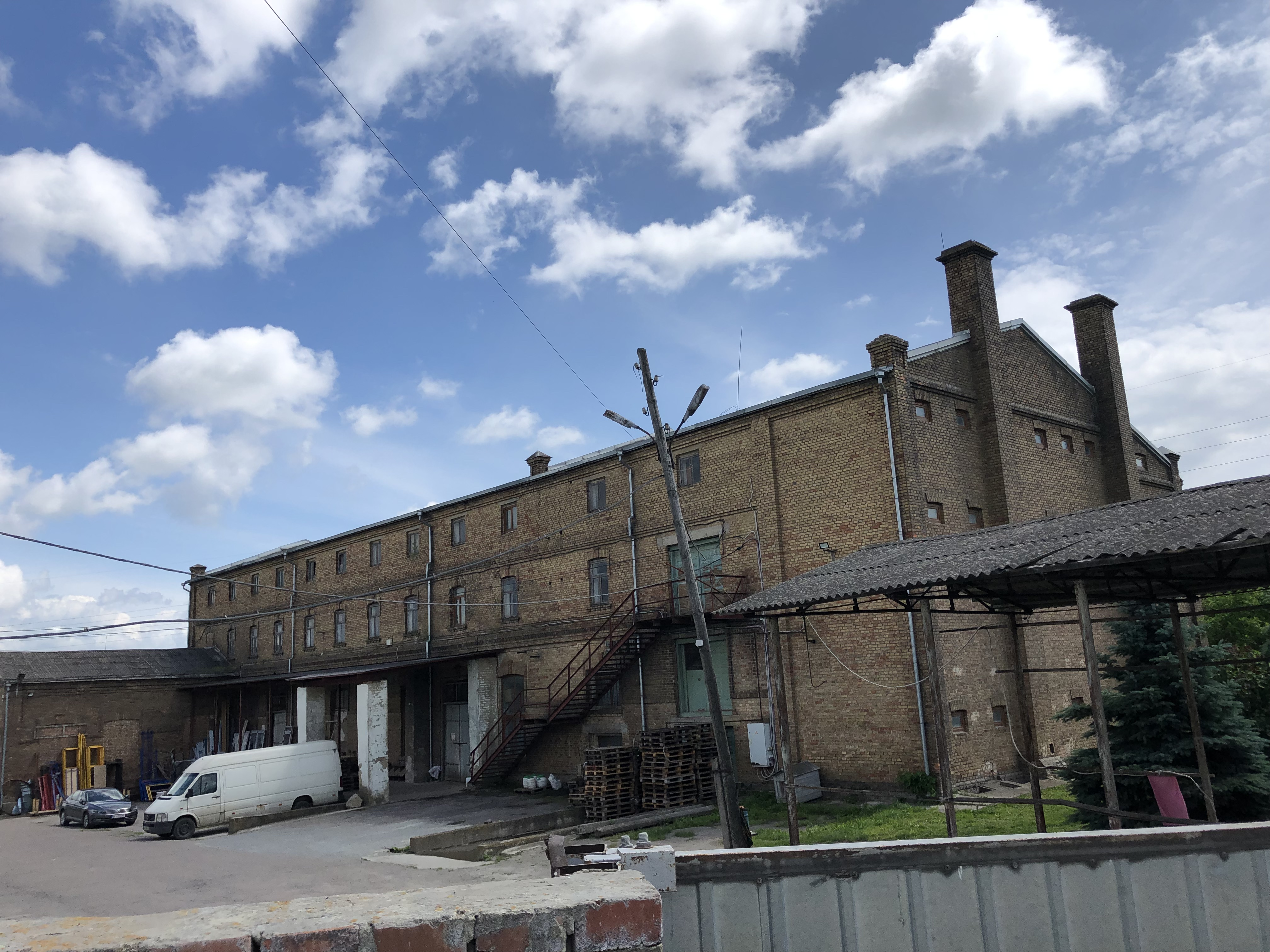

Серед відомих закладів того часу -  ресторан-їдальня з танцювальною залою пана Духачка та Франтішка Райхла,  магазини продовольчих, промислових та будівельних товарів. Вечорами закохані пари гуляли вулицею кохання та насолоджувались жаб’ячим кумканям з річки Устя, садами фруктових дерев, каштанами, липами та луками родини Шлісікових, які й до цього часу видніються за угіддями нащадків цієї родини, сім'ї Дмитруків, що мешкають в кінці вулиці Богдана Хмельницького. У 1927р. відкрито чесько-словацьке консульство. Його послугами користувалися усі чеські поселення на Волині аж до 1939р., Консулами були призначені квасилівчани інженер Владімір Сваровський та Їжі Шмолік, а згодом вчитель квасилівської чеської школи Владімір Томаш. Пам’ятник йому встановлено на кладовищі.
В роки Першої та Другої світових війн чехи мужньо воювали на всіх фронтах проти агресора: у Першу світову проти Австро-Угорщини, а в Другу світову проти гітлерівської Німеччини. Але за часів радянської влади в силу різних обставин (націоналізації маєтків та підприємств, примусового  прийняття громадянства Радянського Союзу, репресій відомих чеських промисловців, таких як родини інженера Владіміра Сваровського, яких вивезли до Казахстану, а доля самого Владіміра невідома, сина Антоніна Пернего  Вячеслава, Глейха Олександра), волинські чехи змушені були вибирати чи лишаються вони в УРСР, чи емігрують на свою історичну батьківщину до Чехії. 18 квітня 1947р. почалася далека дорога волинських чеських родин зі Здолбунівського залізничного вокзалу до рідної країни. В силу інших різних для кожної чеської родини обставин, деякі сім’ї лишилися й надалі проживати на теренах Волині, Львівщини, Миколаївщини, Рівненщини, Запорізької, Одеської, Житомирської, Вінницької областей та в містах Криму Сімферополі та Джанкої.  

9 липня 2017 року митрополит Епіфаній в Квасилові звершив освячення храму на честь Первоверховних апостолів Петра і Павла.

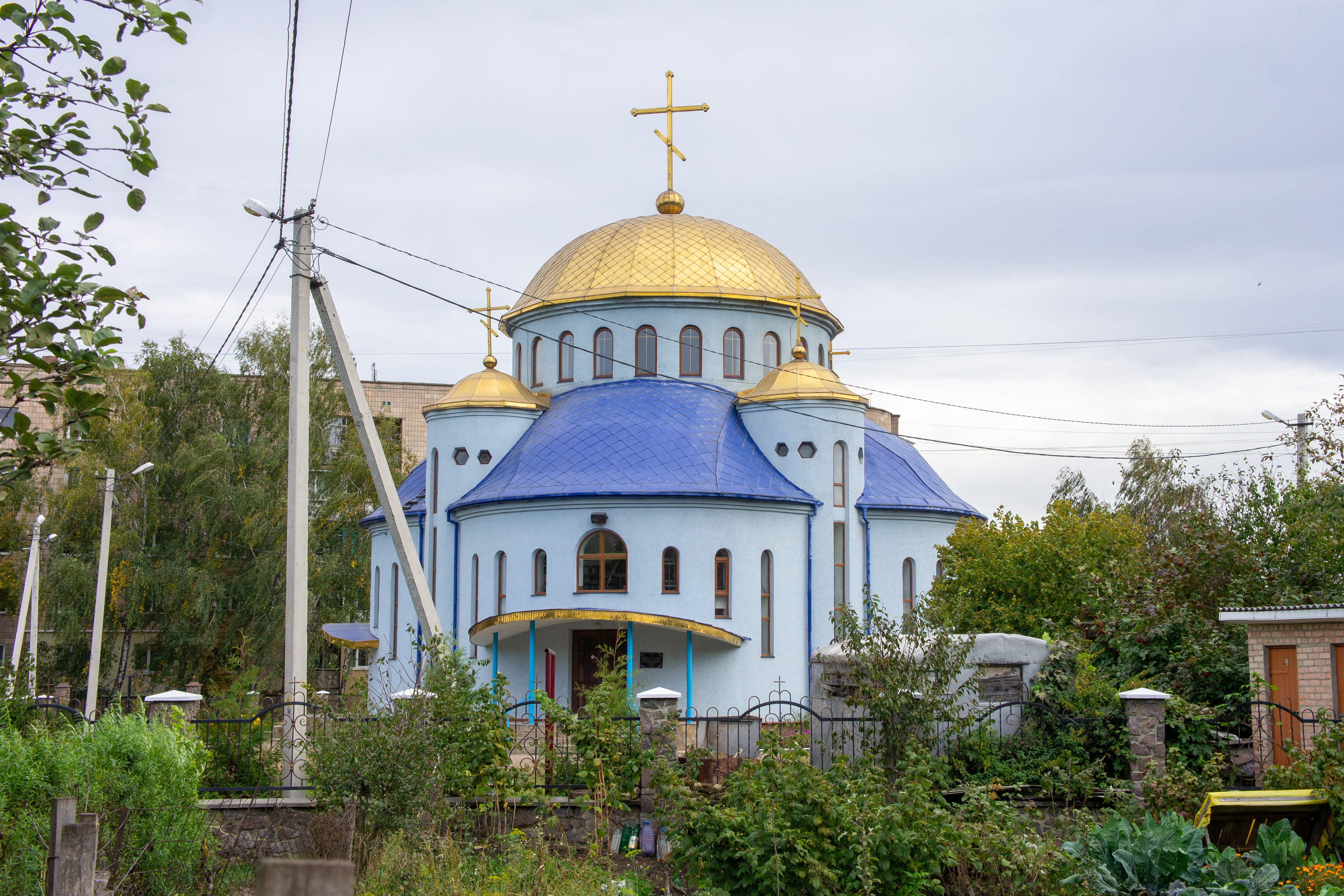
Храм Петра і Павла у Квасилові
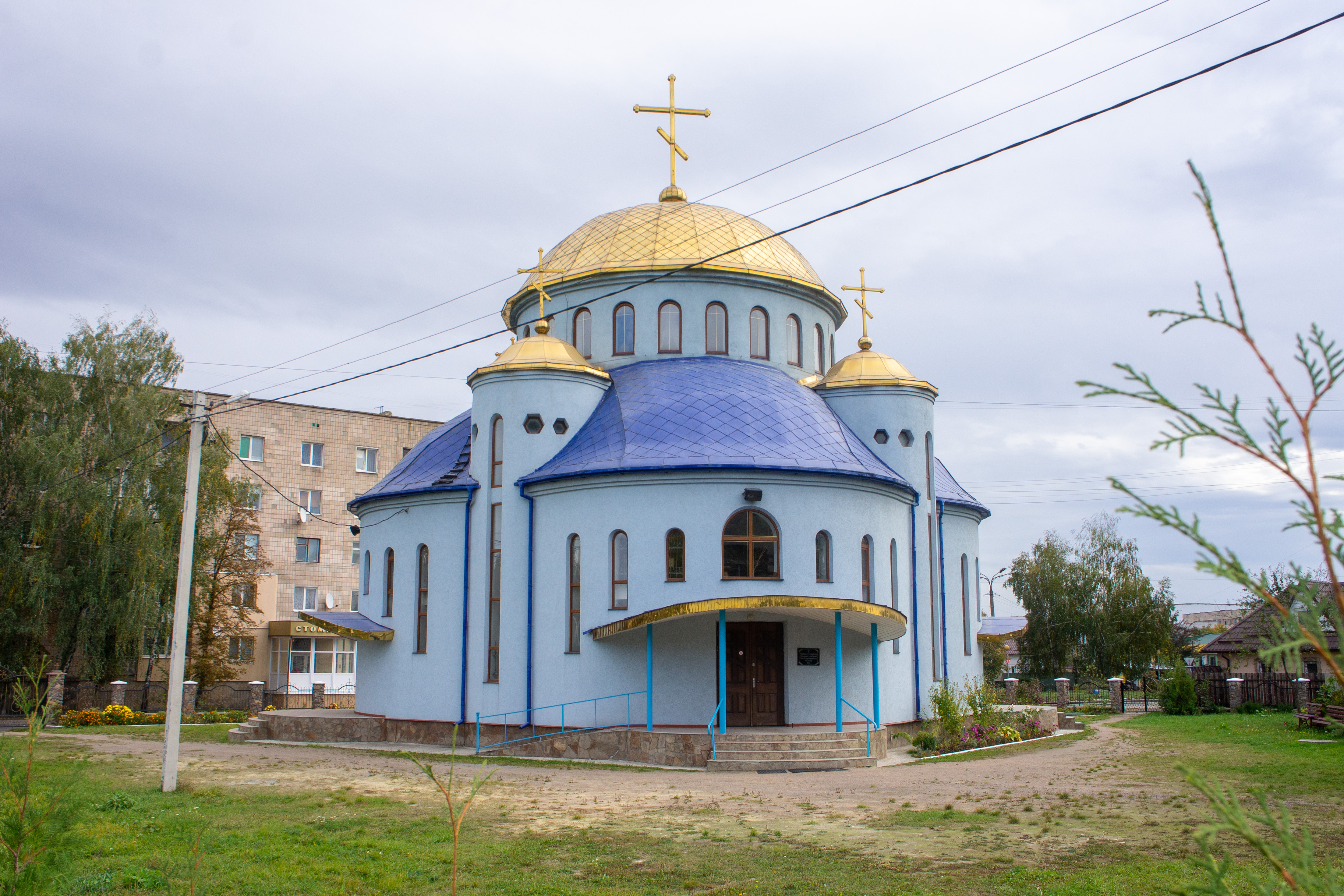

У 2020 році селище увійшло до складу Рівненської ОТГ.

## Населення

### Мова
Розподіл населення за рідною мовою за даними перепису 2001 року:
| Мова       | Відсоток |
| ---------- | -------- |
| українська | 97,88 %  |
| російська  | 1,64 %   |
| білоруська | 0,37 %   |
| молдовська | 0,04 %   |
| гагаузька  | 0,01 %   |
| польська   | 0,01 %   |

## Фотогалерея

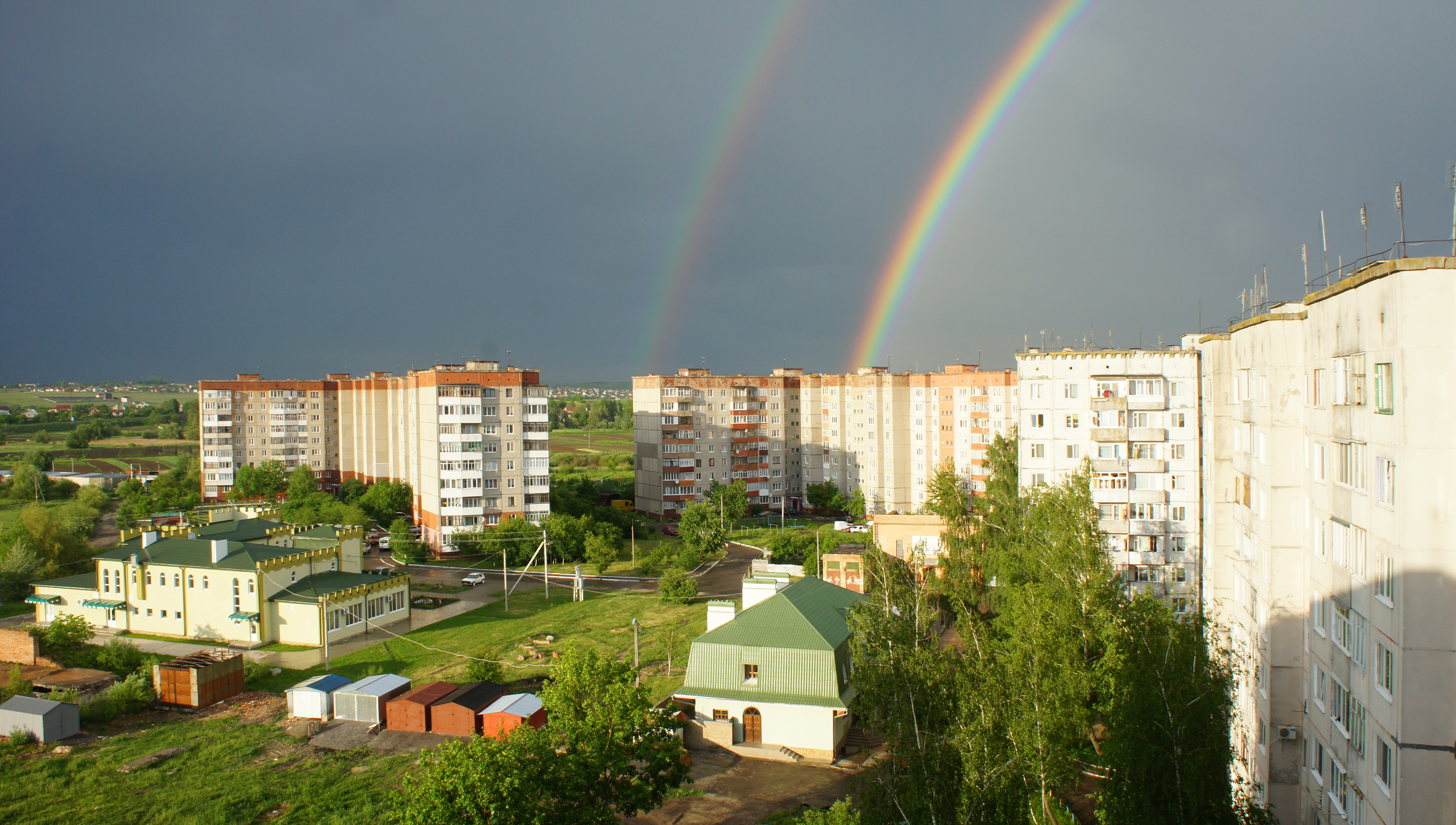
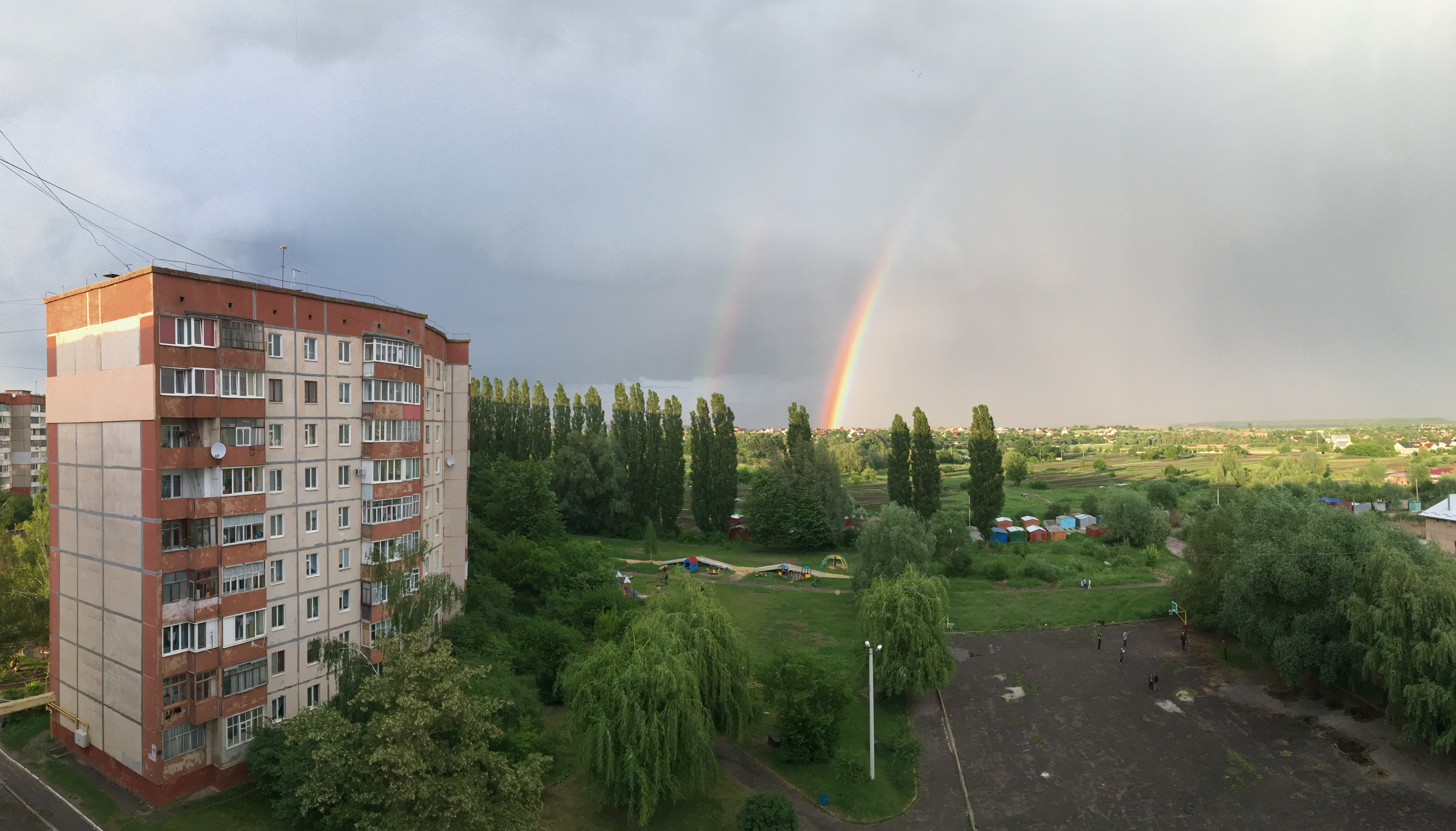
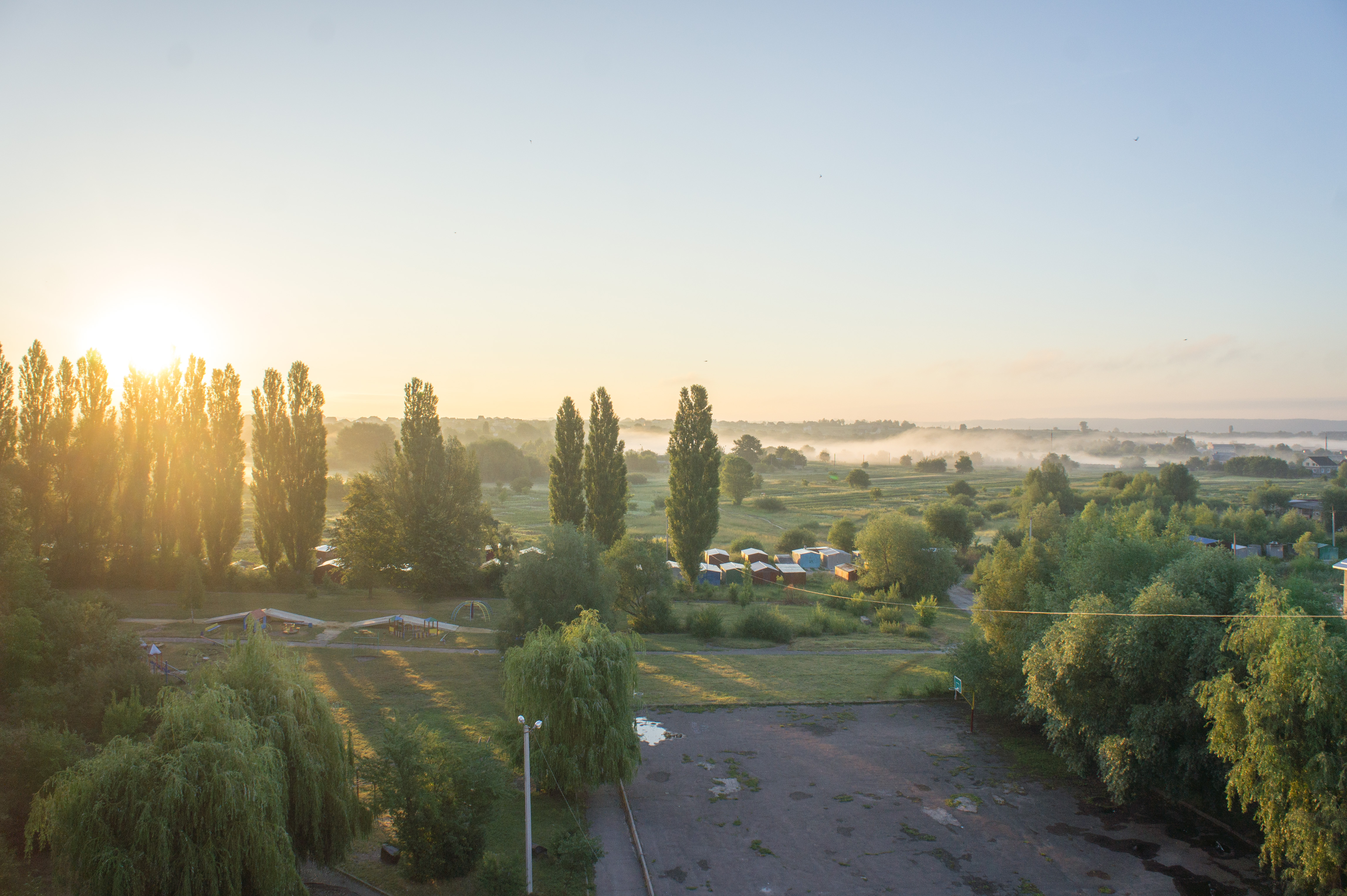
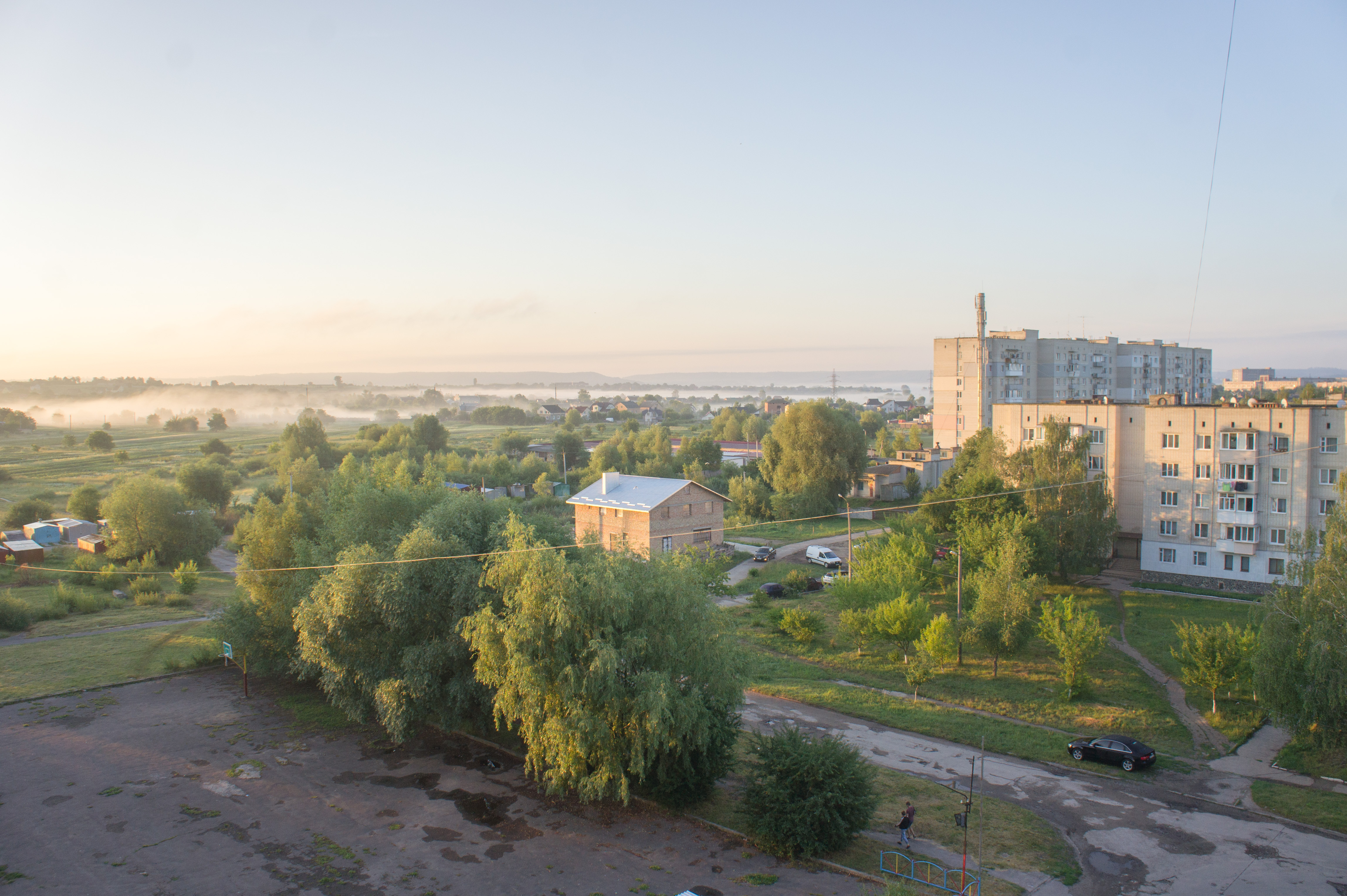
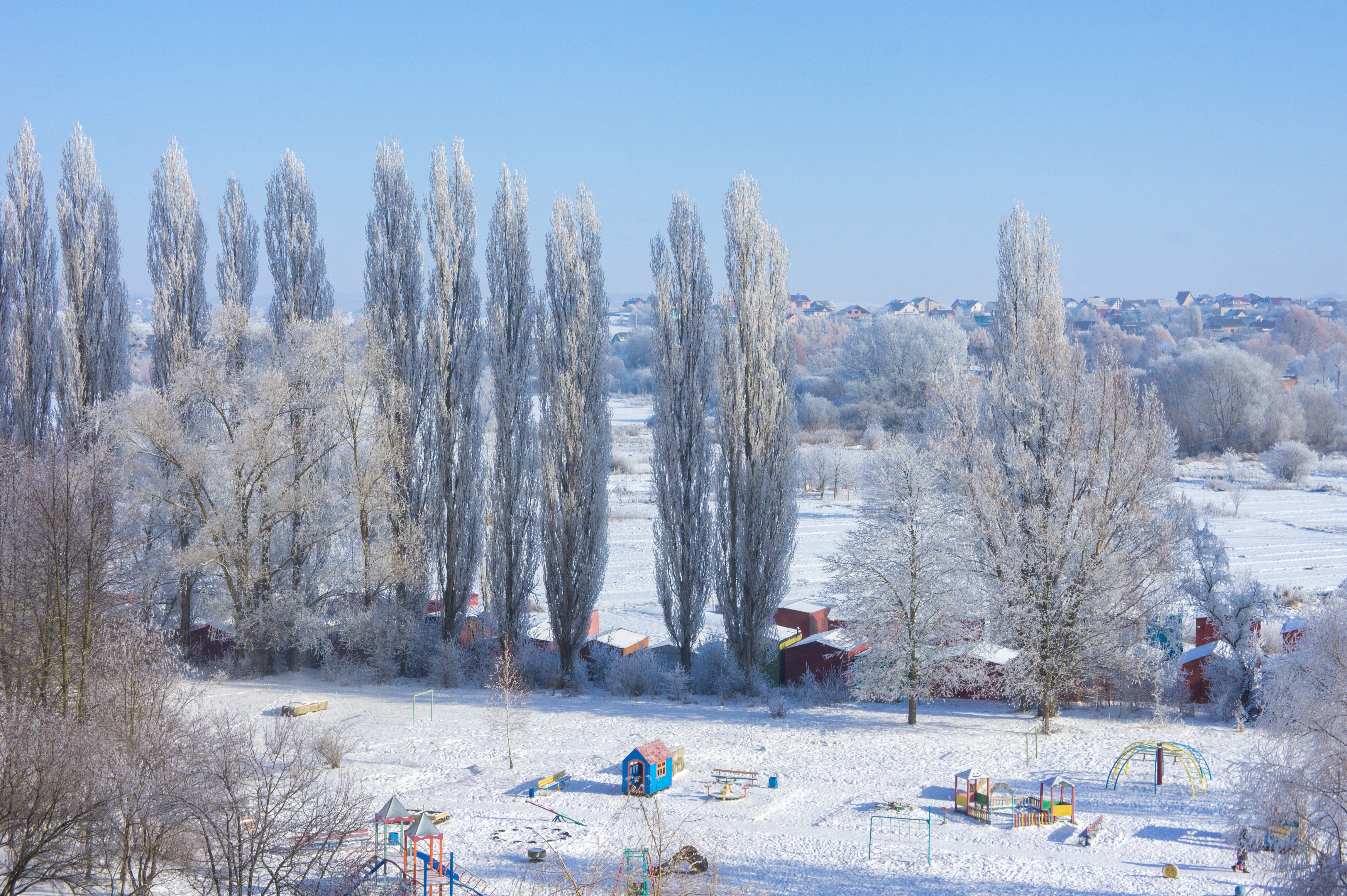

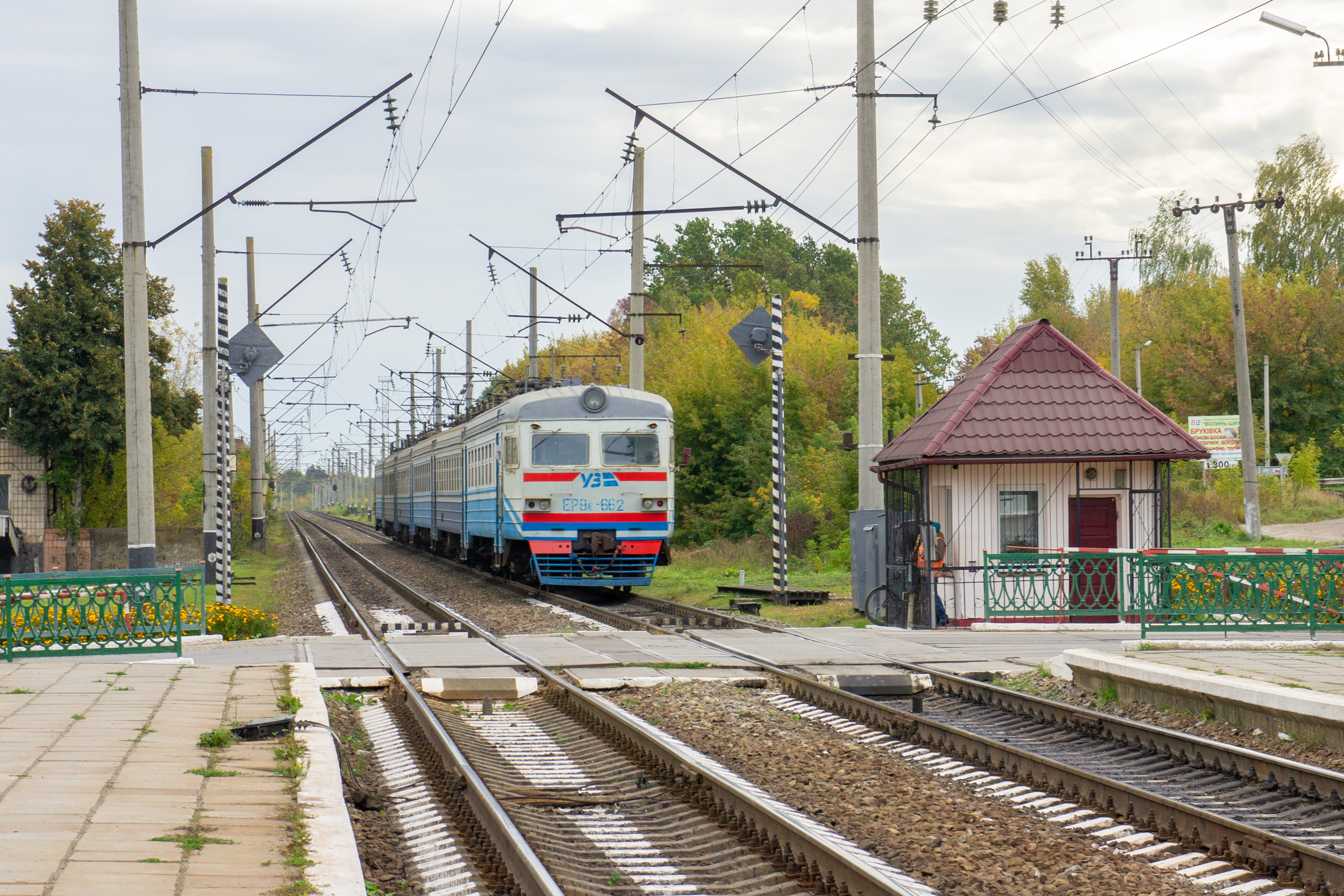
смт.Квасилів. Залізнична станція

## Пам'ятки

### Встановлено пам'ятники
- Постраждалим внаслідок Чорнобильської катастрофи
- Односельчанам, які загинули в роки Великої Вітчизняної Війни (1941-1945)
- Односельчанам, які загинули в роки війни в Афганістані (1979—1989)

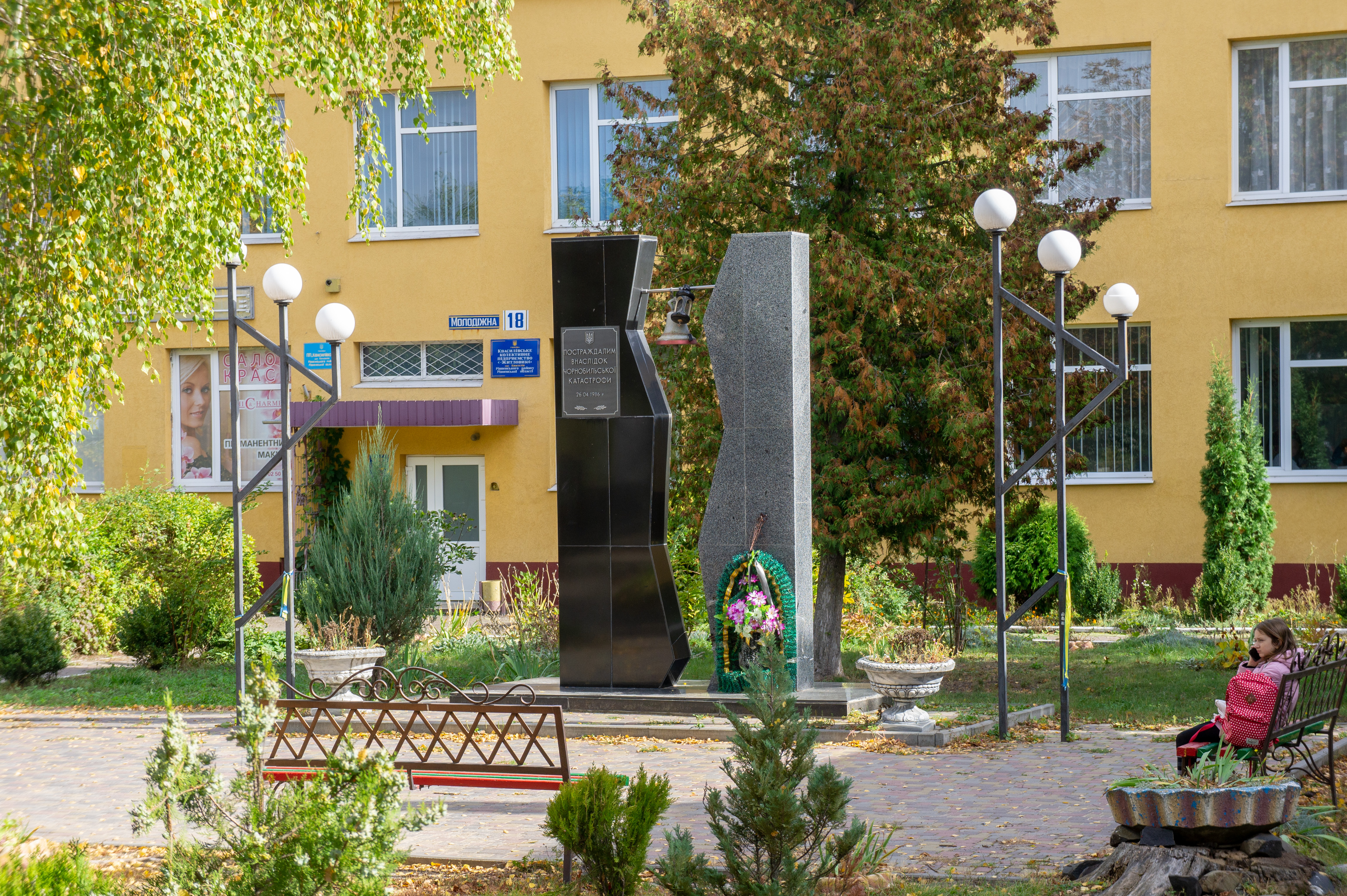
Пам'ятник постраждалим внаслідок Чорнобильської катастрофи
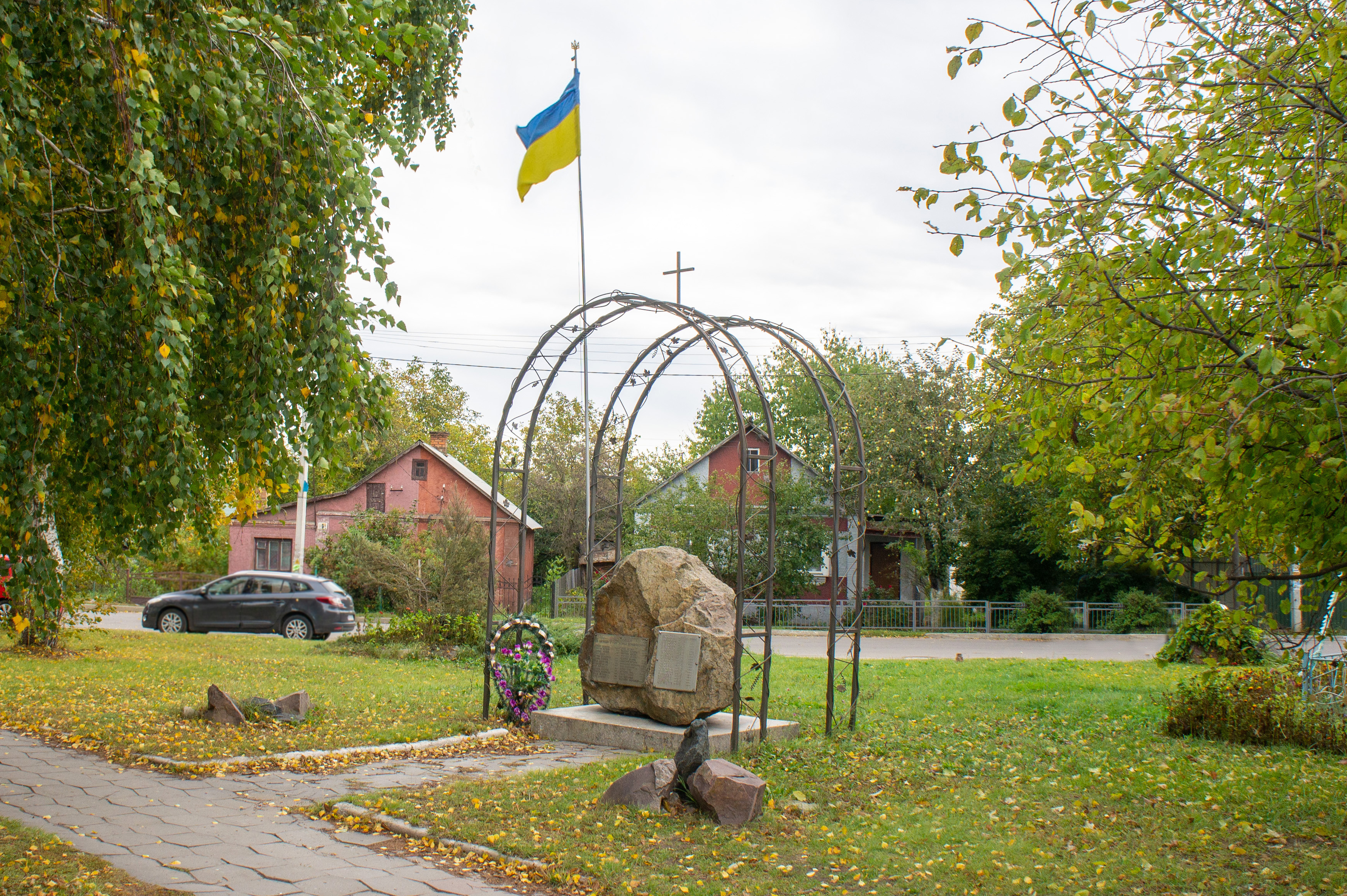
Пам'ятник односельчанам, які загинули в роки Великої Вітчизняної Війни (1941-1945)
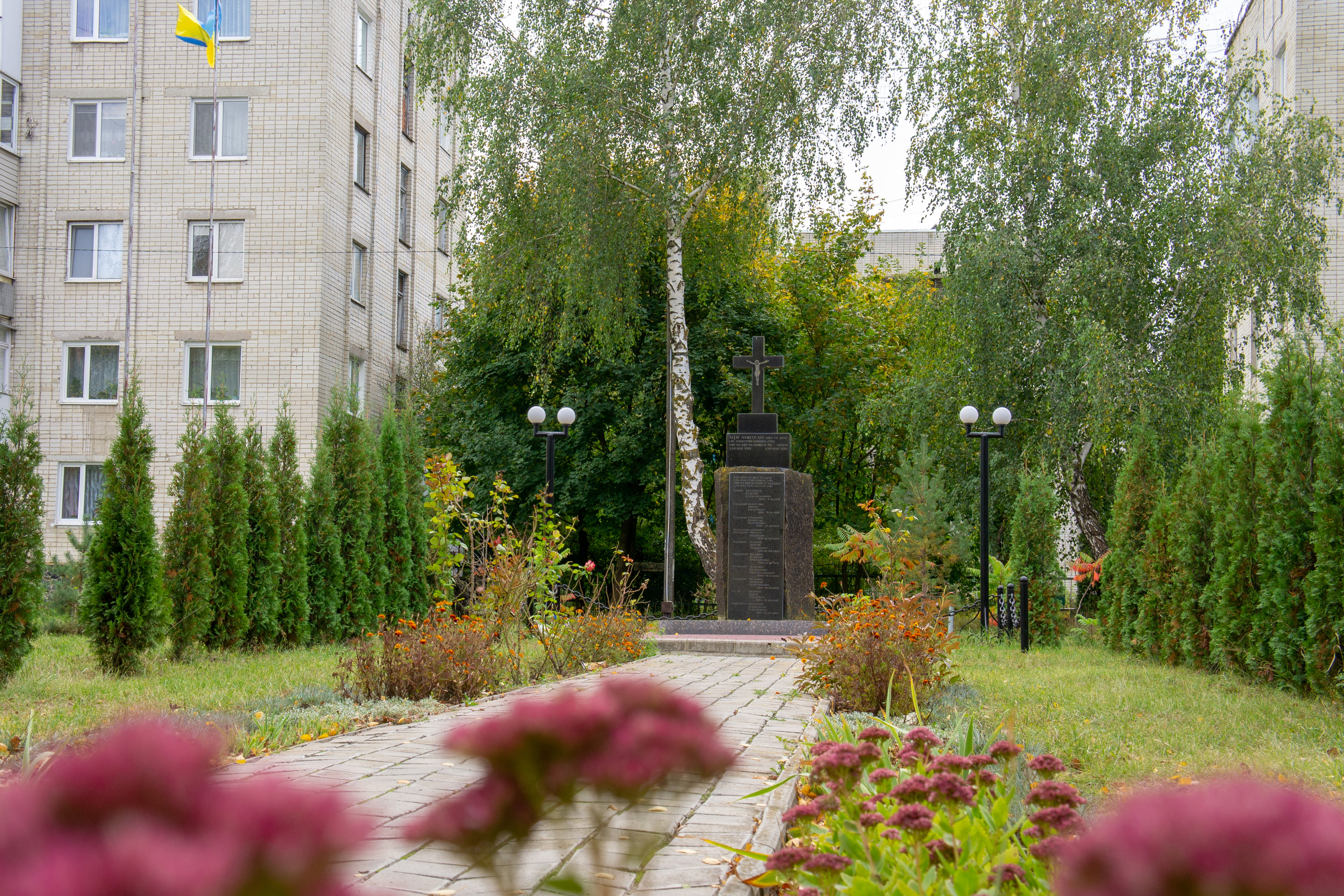
Пам'ятник односельчанам, які загинули в роки Війни в Афганістані (1979—1989)

### Встановлено меморіальні дошки
- До 150-річчя Чеського Квасилова. Засновникам Й. Перному, Ф. Райхлу, А. Странському та чехам-поселенцям, які зробили вагомий внесок у розвиток Квасилова як культурно-просвітницького, спортивного та промислового центру Чехів на Волині (1970-1947)[5].
- Пам'яті Кочмара Анатолія Семеновича (1939-2007), керівника заводу "Рівнесільмаш" впродовж 1979-2002 років. Фундатор розбудови машинобудівної галузі та селища Квасилів.
- Пам'яті Ромера Андрія Петровича (1947-2013), першого директора Квасилівського професійно технічного училища №16 з 1988 по 2005 рік, Ветерана війни в Афганістані.
- Пам'яті Суліцького Олександра Сергійовича (1979-2014), героя-захисника, учасника АТО, який боронив суверенітет та територіальну цілісність України. Загинув під час виконання бойового завдання.

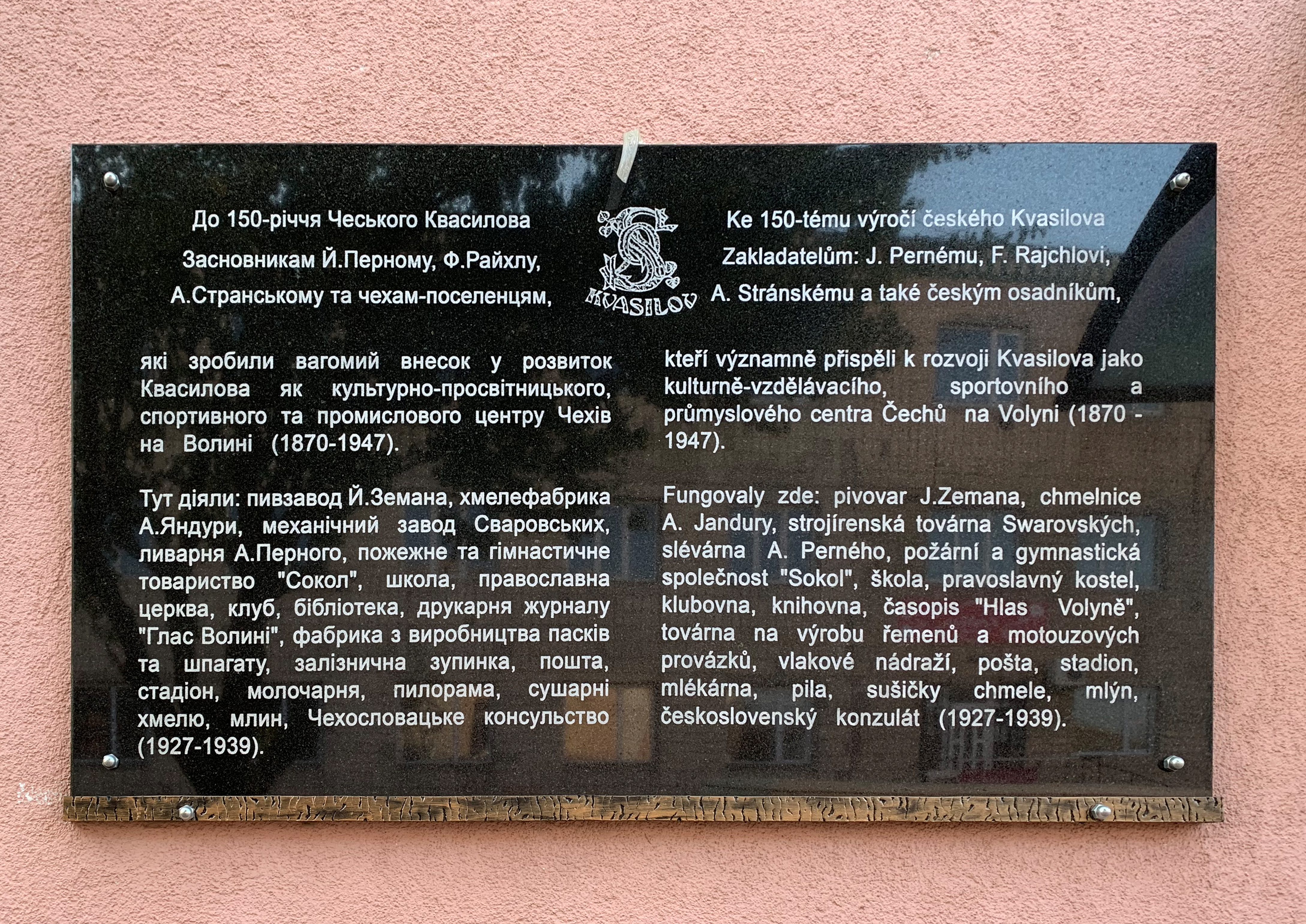
Меморіальна дошка до 150-річчя Чеського Квасилова.
Пам'яті Кочмара Анатолія Семеновича (1939-2007), керівника заводу "Рівнесільмаш" впродовж 1979-2002 років.Пам'яті Кочмара Анатолія Семеновича (1939-2007), керівника заводу "Рівнесільмаш" впродовж 1979-2002 років.
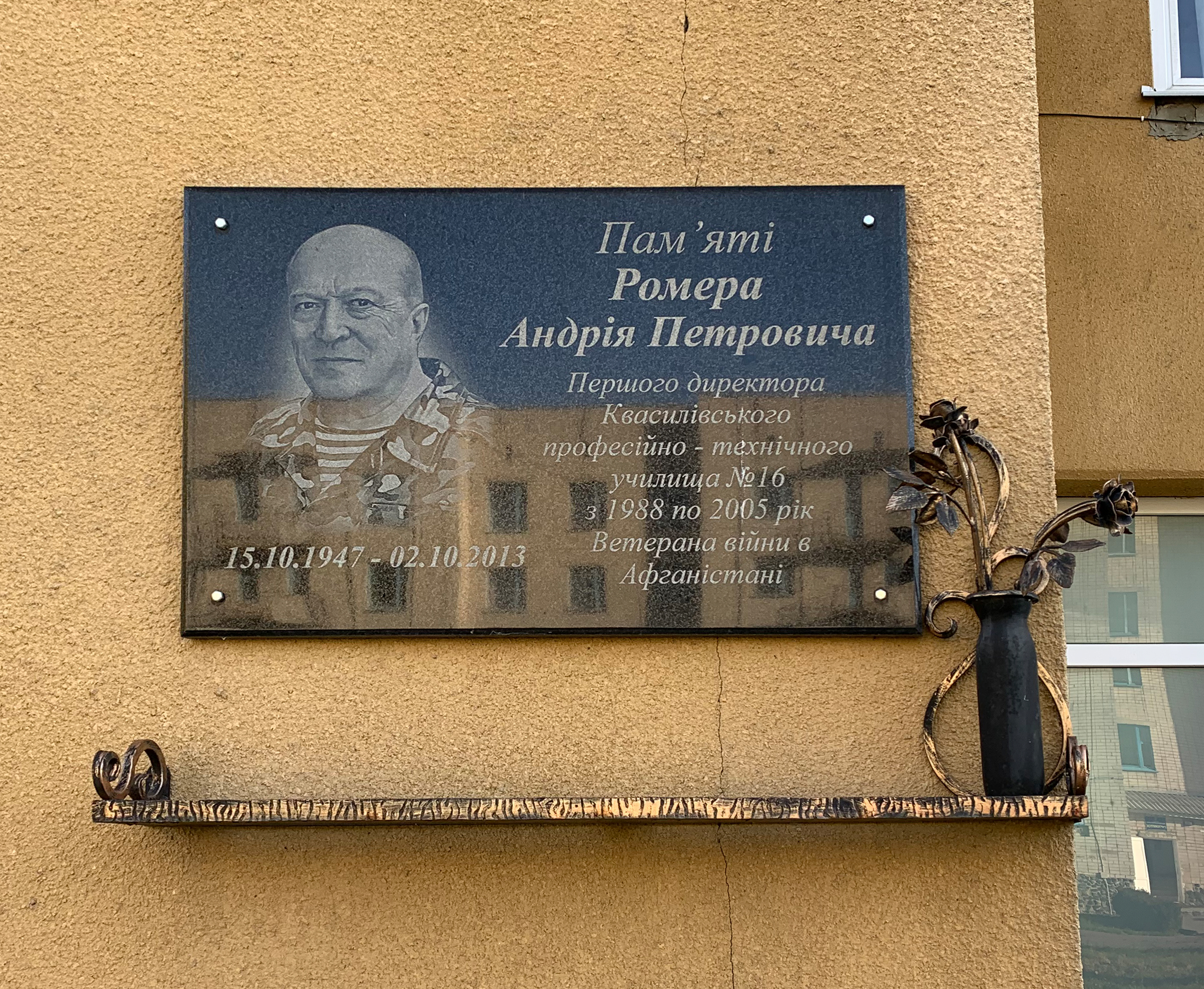
Пам'яті Ромера Андрія Петровича (1947-2013), першого директора Квасилівського професійно технічного училища №16 з 1988 по 2005 рік.
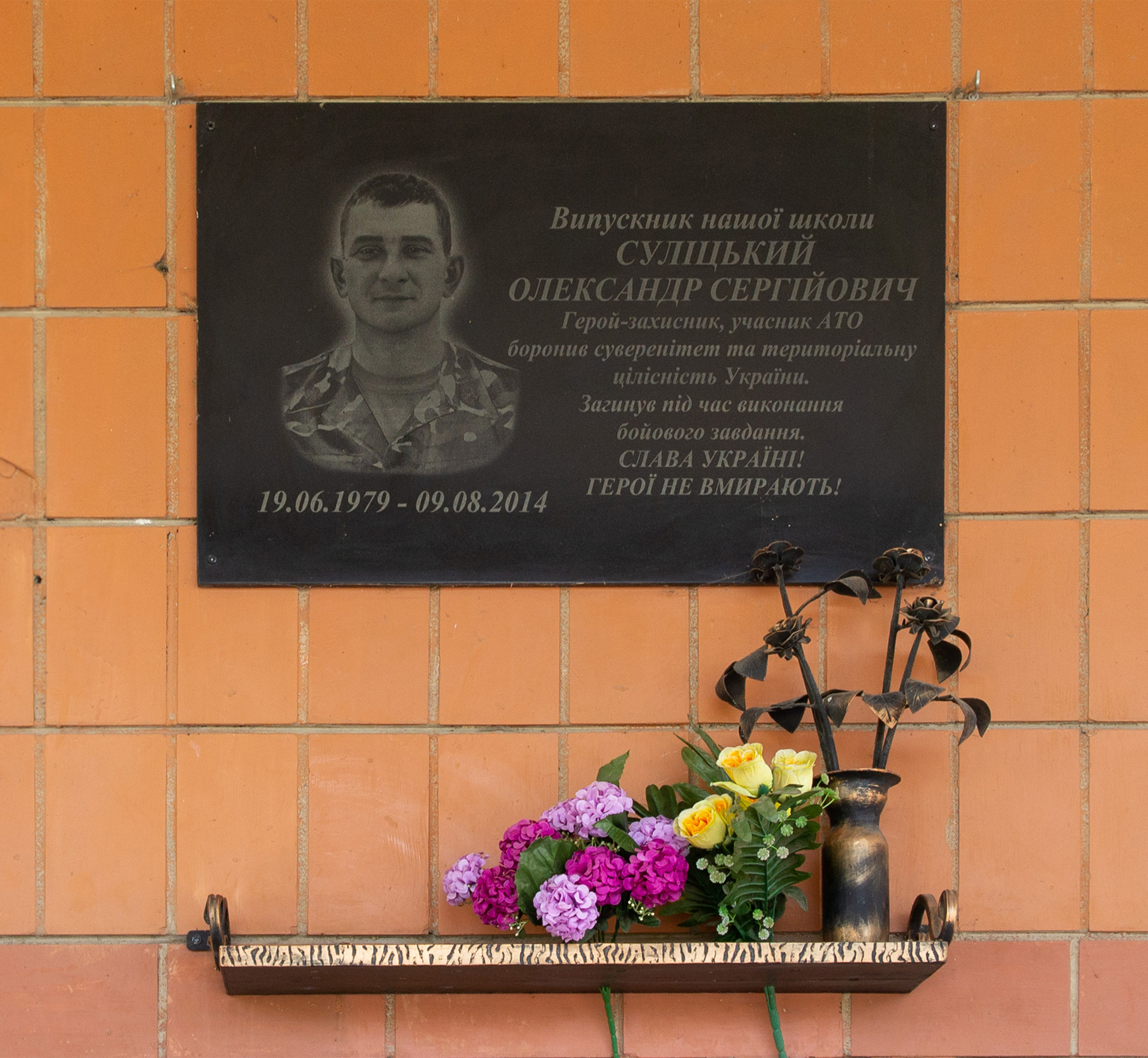
Пам'яті Суліцького Олександра Сергійовича (1979-2014), героя-захисника, учасника АТО.

## Навчальні заклади
- Квасилівський ліцей [11]
- Квасилівський професійний ліцей[12]
- Квасилівський дошкільний навчальний заклад ясла-садок[13]
- Квасилівська дитяча музична школа
- Зал боротьби (дзюдо та самбо)

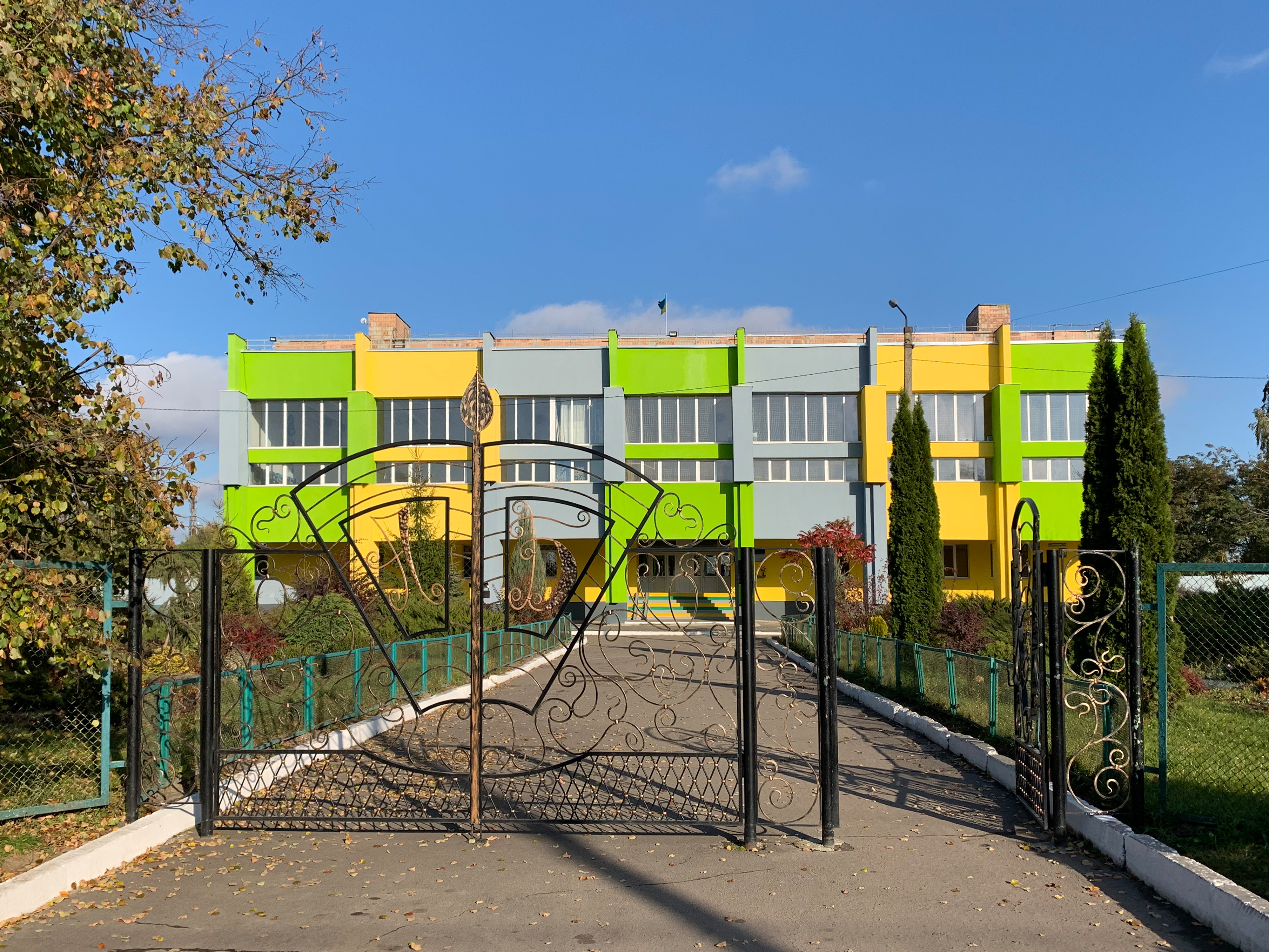
Квасилівський ліцей
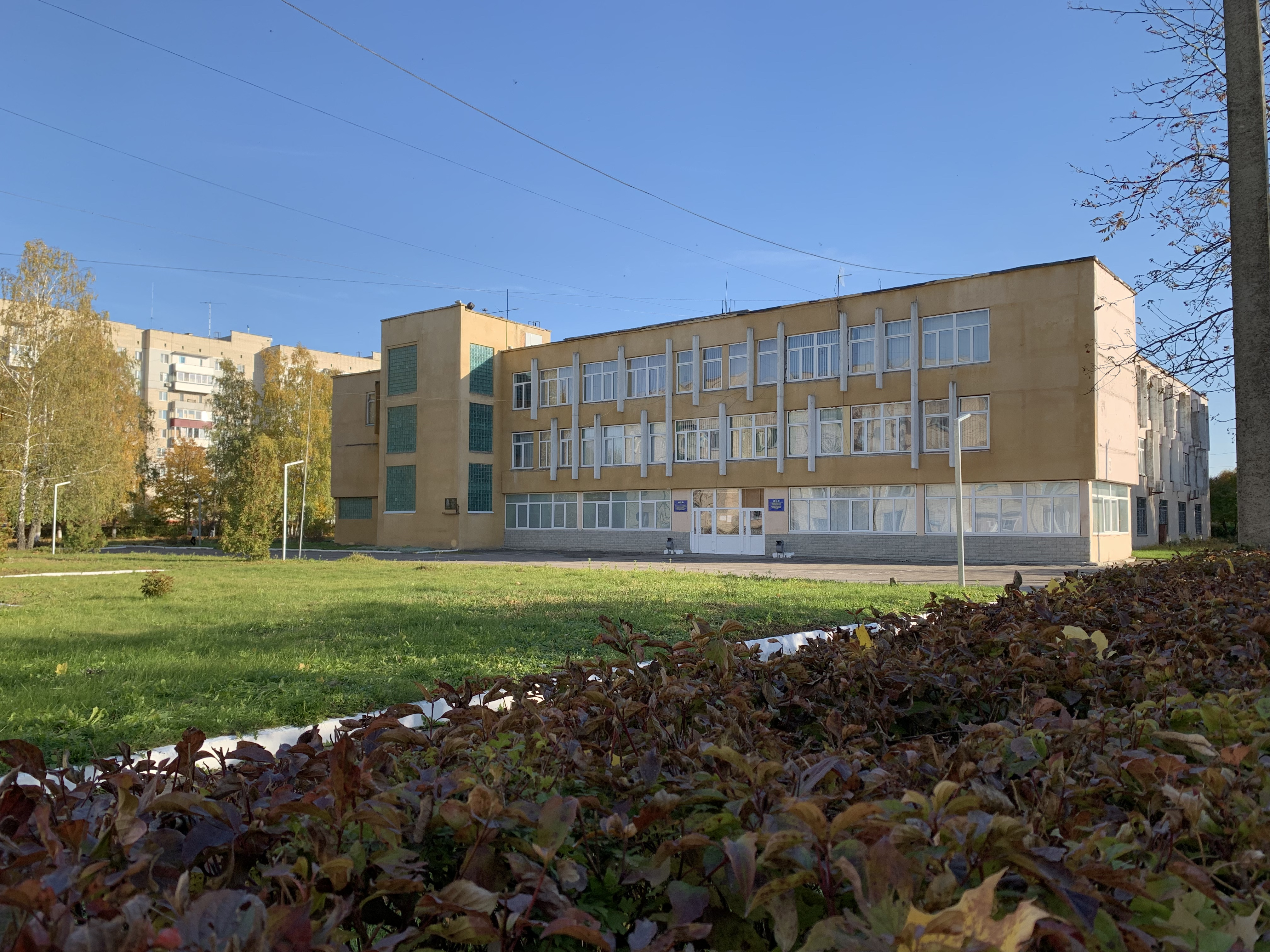
Квасилівський професійний ліцей
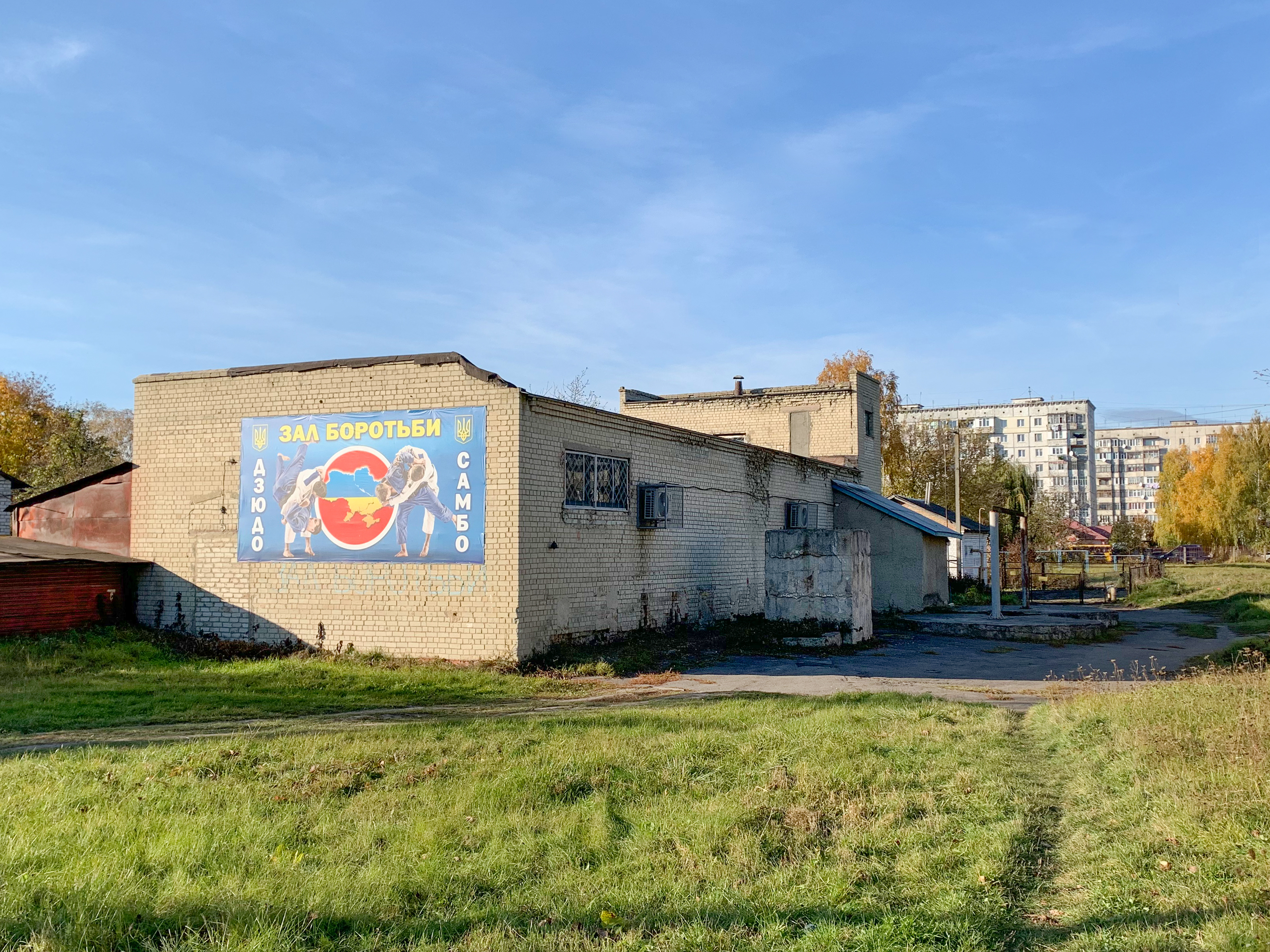
Зал боротьби (дзюдо та самбо)
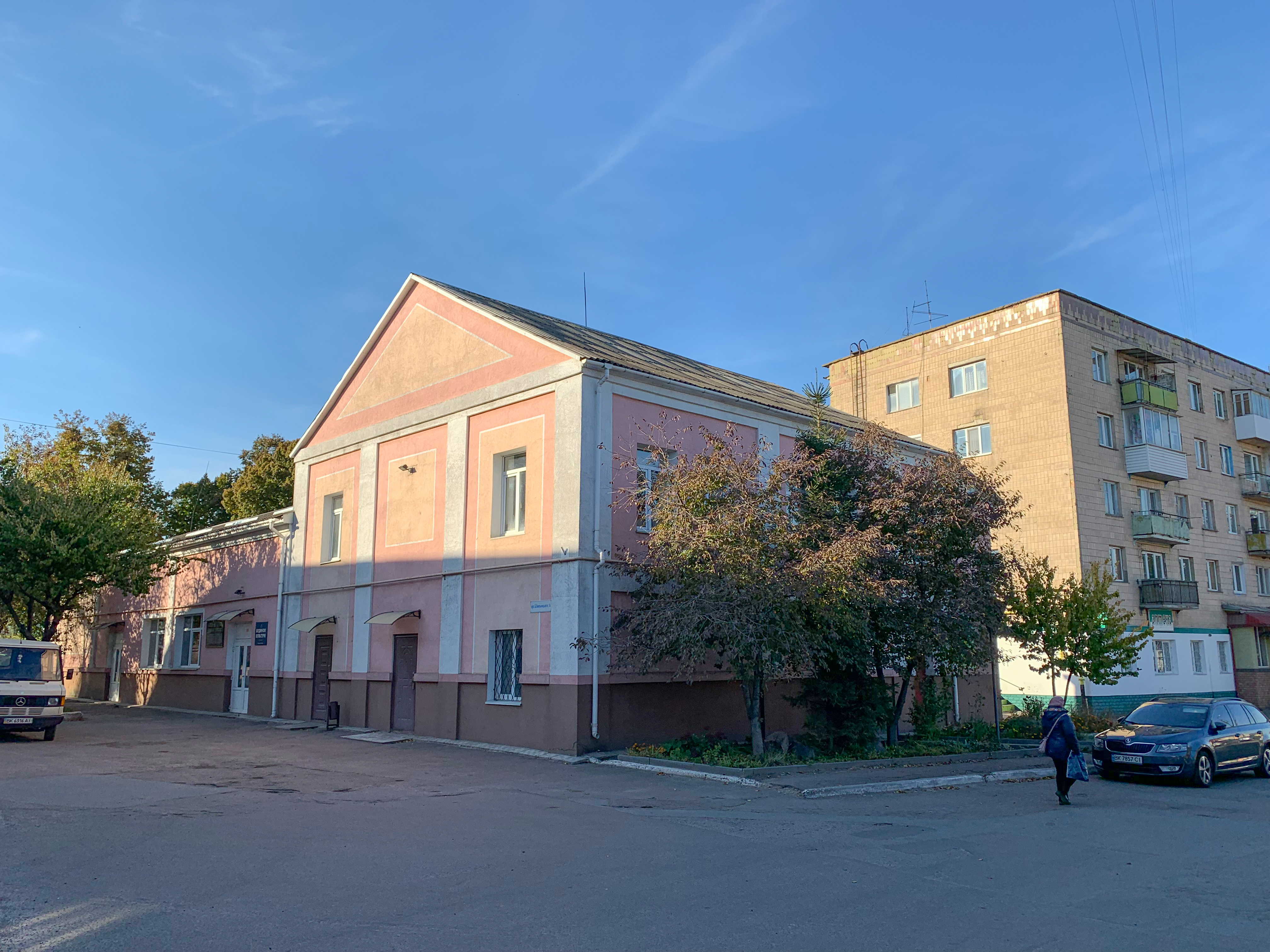
Будинок культури смт Квасилів

## Персоналії
- Волянський Степан Пилипович (1922—2014) 
Нагороди: Орден Вітчизняної війни , Медаль «За перемогу над Німеччиною у Великій Вітчизняній війні 1941—1945 рр.», ювілейні медалі.[14]
- Демченко Михайло Антонович (1919—2014) 
Народився на Київщині. 15 вересня 1939 року був призваний до лав армії. В грудні 1939 р. брав участь у радянсько-фінській війні. Велику Вітчизняну війну пройшов від початку до кінця, отримав поранення. У 1961 році разом із сім'єю переїхав до Квасилова. Займався письменницькою діяльністю: писав поетичні твори, у тому числі і на воєнну тематику. Серед них — вірші «Смерть матері», «Турбота про ветеранів», «Спогади про сталінізм», «Паспорт України» та ін. Нагороди: орден Вітчизняної війни, орден «За мужність», 11 медалей.[15]
- Цукерман Ісаак Файбусевич (1923—2010) 
Народився на Брянщині. Був призваний на фронт у 1941 р. Воював на Білоруському фронті у складі 67-ї бригади 8-го корпусу 139-го танкового полку. У Східній Пруссії отримав тяжке осколкове поранення. Війну закінчив у званні капітана танкових військ. У 60-х роках 20 ст. із сім'єю оселився у Квасилові. Нагороди: орден Слави 3-го ступеня, Орден Червоної Зірки, орден «За мужність», медалі: «За взяття Берліна», «За визволення Варшави», «За визволення Белграда».[16]
- Закотюк Микола Степанович — український футболіст.
- Коваль Микола Леонідович (нар. 1952) — український військовий льотчик-ас.
- Мисюра Федір Миколайович (1983) — старший сержант Збройних Сил України, кавалер ордена «За мужність» III ступеня.
- Полов'ян Дмитро Едуардович (* 1996) — молодший сержант Збройних Сил України, учасник російсько-української війни. Учасник Ігор нескорених-2023.
- Ромащенко Людмила Іванівна — український літературознавець, критик, перекладач, доктор філологічних наук, професор.
- Суліцький Олександр Сергійович (1979—2014) — сержант Збройних Сил України, учасник російсько-української війни.
- Тарасенко Олександр Леонідович — хоровий диригент, композитор, педагог. Заслужений діяч мистецтв України.

Волянський Степан ПилиповичВолянський Степан Пилипович
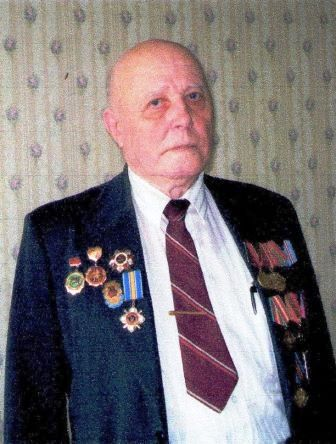
Демченко Михайло Антонович
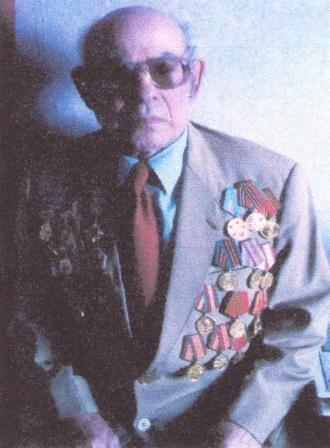
Цукерман Ісаак Файбусевич
Суліцький Олександр Сергійович
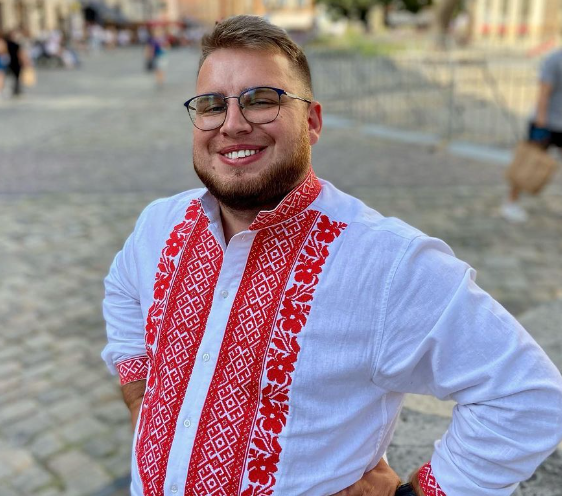
Вадим Дзюнько

Година Ілля Володимирович — відомий український пивовар, уродженець селища Квасилів. Популяризатор високої пивної культури та слабоалкогольних хмільних напоїв. Учасник Всеукраїнських молодіжних пивних фестивалів та організатор творчих подій в Рівному та Рівненському районі.

Вадим Дзюнько - український стендап-комік

## Бібліотека

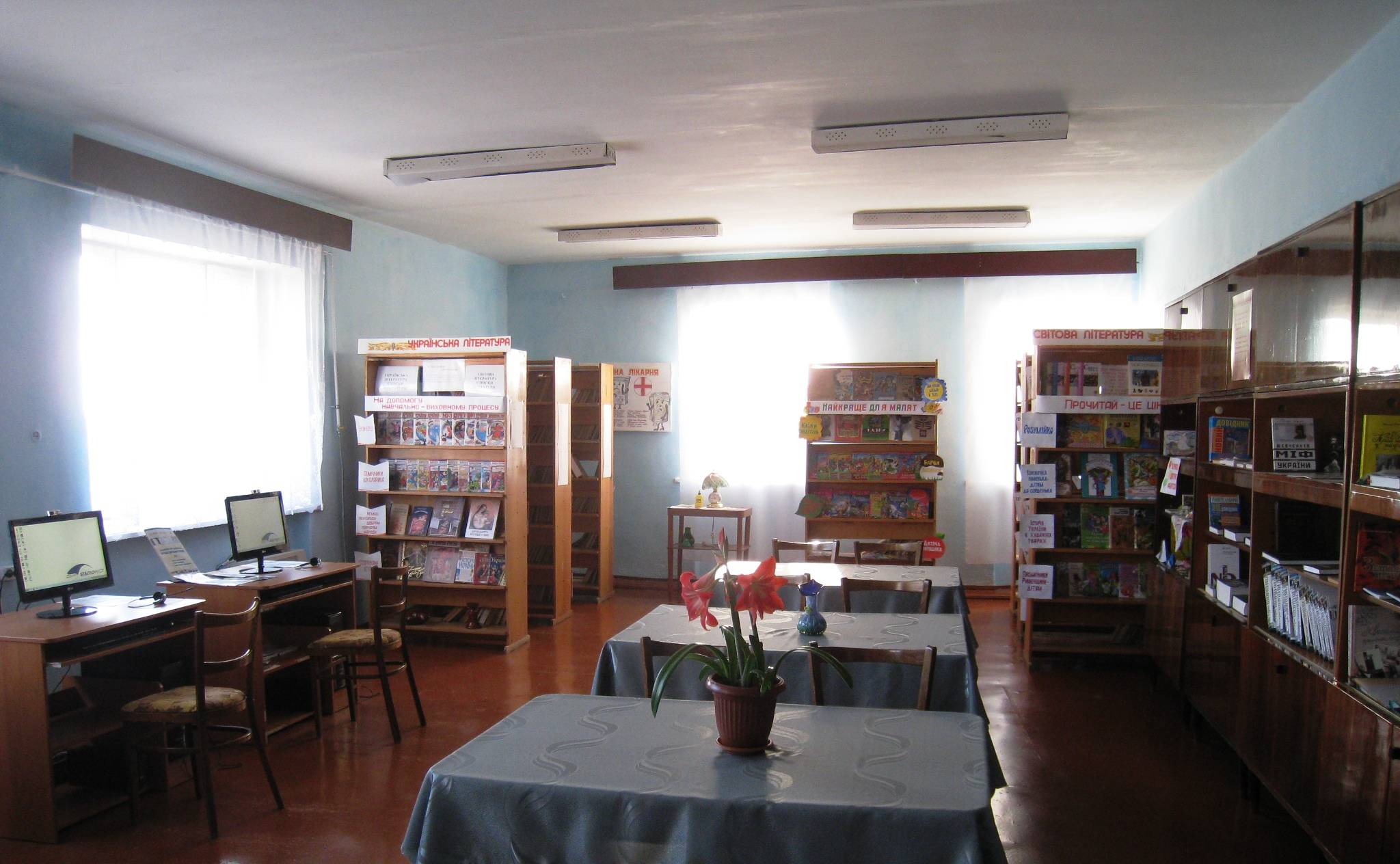
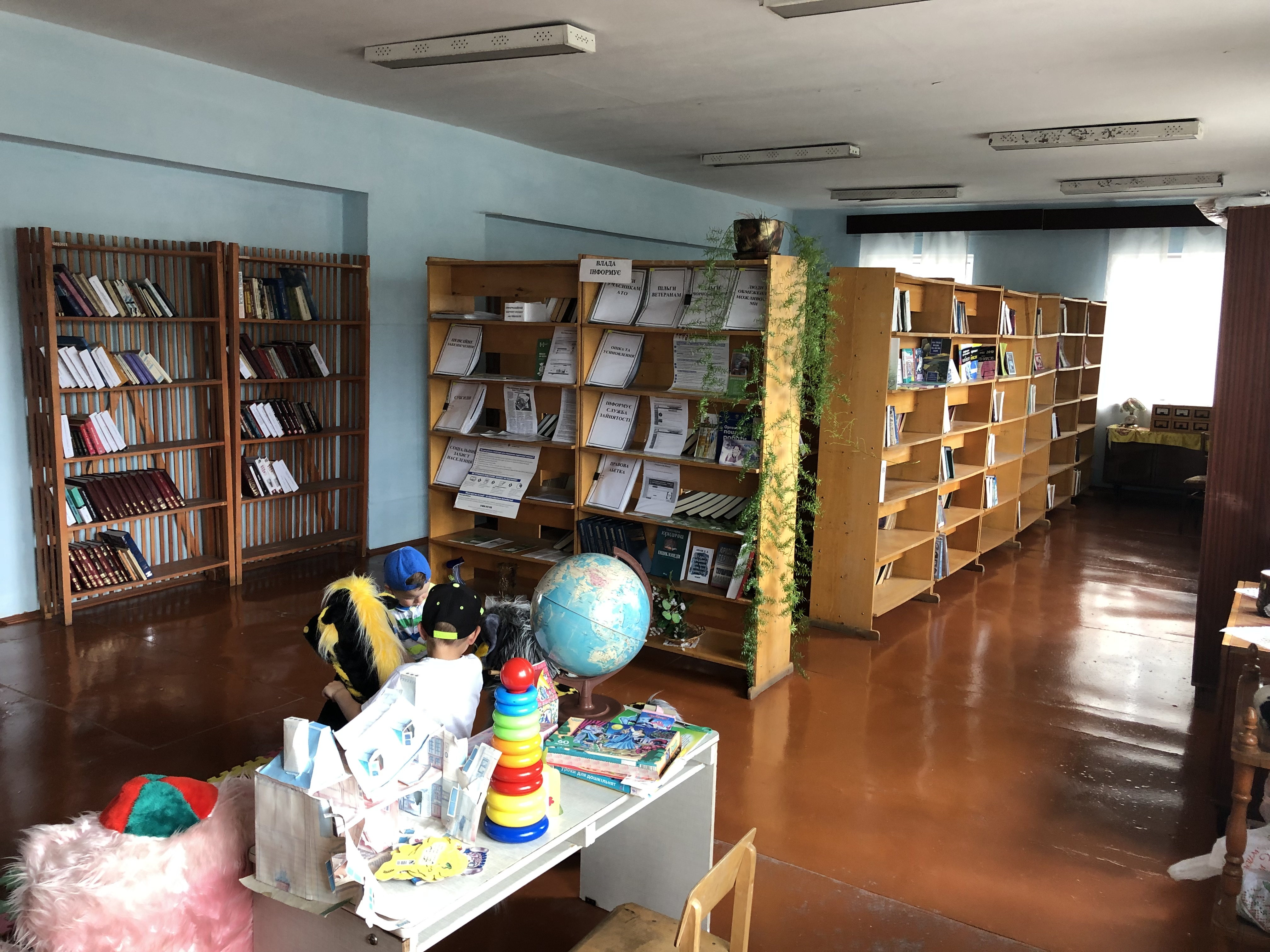
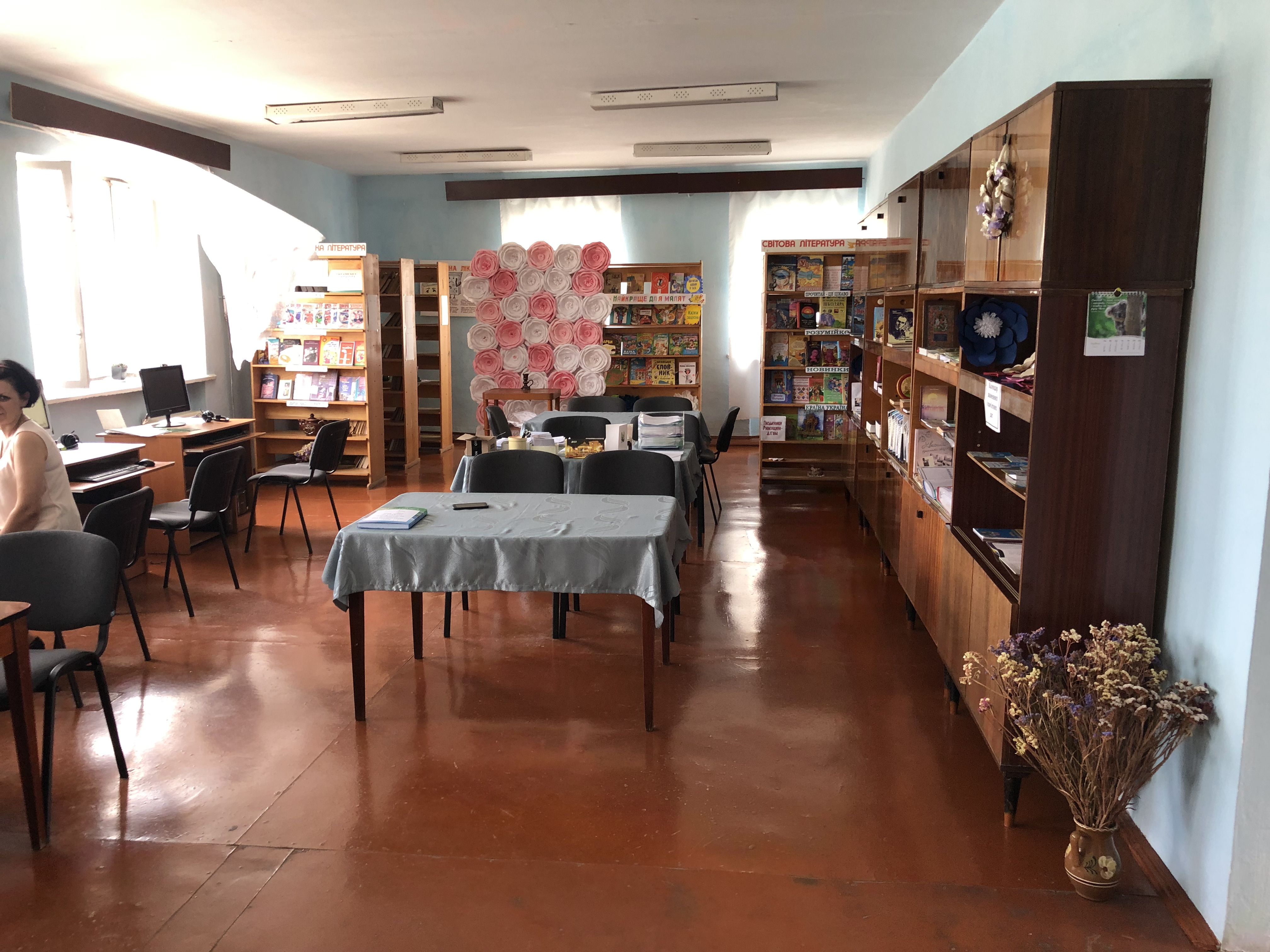
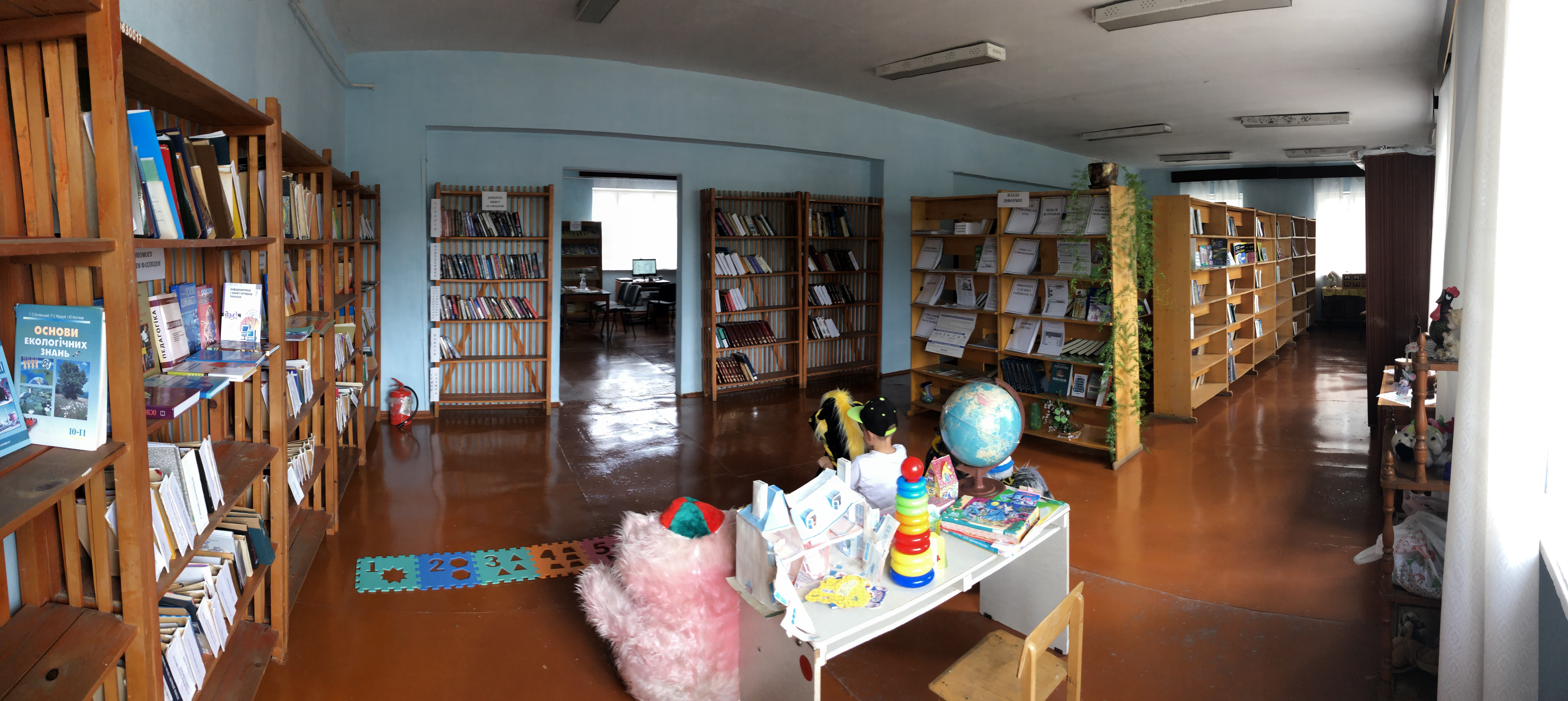

Публічно-шкільна бібліотека (ПШБ) селища Квасилів є структурним підрозділом Рівненської районної ЦС ПШБ (централізованої системи публічно-шкільних бібліотек). Складається з двох відділів: публічного (розташований в приміщенні селищної ради) та шкільного (розташований в приміщенні Квасилівського навчально-виховного комплексу «Школа-ліцей»). Обслуговує 2630 користувачів, книжковий фонд нараховує 21 800 примірників.
Заснована була у 1871 р. чехами-поселенцями. У 60-х роках 20 ст. набула статусу Центральної районної бібліотеки Рівненського району. Із 2002 року має назву: публічно-шкільна бібліотека смт Квасилів.